# 文京区
文京区（ぶんきょうく）は、東京都の区部北部に位置する特別区。

## 概説
東京23区の中部、ちょうど真ん中に位置する。1947年に旧本郷区と旧小石川区が合併して誕生した。「文の京（ふみのみやこ）」という字義通り、東京大学を筆頭に大学が多い文教地区と閑静な住宅街が区の多くを占める。明治時代より夏目漱石や森鷗外、宮沢賢治などの著名な文人・学者や政治家が多く住んだ。大学や大学病院が集積することから出版・印刷会社のほか、先端医療が盛んで大規模病院や医療機器メーカーも多い。特に御茶ノ水駅一帯は隣接する千代田区の神田エリアとともに大学などの高等教育機関が集積する学生街となっている（「御茶ノ水」「湯島」「本郷」も参照）。区内には、日本サッカー協会、講談社、東京ドーム、東京大学本郷地区キャンパスなどがある。
JR中央線に近い区の南部には東京ドームシティなどの商業地域がいくらか見られるものの、全体としては住宅地が多く、また公園、教育機関、医療機関が点在する。文教地区に指定されている地域は条例により、パチンコ店やキャバレーなどの風営法の対象となる商店については厳しい規制を受ける。オフィス街の千代田区と隣接していながら文京区には西片、大和郷（本駒込6丁目）、本郷、小石川、小日向、本駒込、目白台などの閑静な住宅地が残されている。また音羽の森や六義園、小石川後楽園、小石川植物園など歴史ある広大な日本庭園がいくつも残されている。また、文京区の東端から台東区の西端にかけて広がる谷根千（谷中・根津・千駄木）と呼ばれる地区は、東京の下町エリアとしても知られる。
江戸時代には徳川光圀（水戸黄門）で有名な徳川御三家の中で唯一参勤交代を免除される「江戸定府」の特権が与えられ、明治維新の魁となった水戸徳川家のお膝元であった。大政奉還後の1901年（明治34年）12月に小石川区小日向第六天町（現在の文京区春日2丁目）に水戸藩第9代藩主徳川斉昭の息子でもある、水戸藩小石川藩邸で生まれた十五代将軍徳川慶喜が居住した。また、それに先立ち元会津藩藩主松平容保が居住した。
明治以降三女鉄子が嫁いだこともあり慶喜が頻繁に訪れていた養家である、林町(現 千石2丁目)の一橋徳川家邸（一橋徳川家から文京区に寄付され「千石緑地」として庭園の一部が残されている）から程近い、徳川慶喜の生母吉子女王の実家であり、慶喜家と深い親戚関係にある丸山町（現 千石3丁目）の有栖川宮家別邸には慶喜が秋には鴨猟に招かれ、また妹八代姫が仙台藩主伊達慶邦に嫁いだ縁からか現在も白鷺坂の名の残る仲町（現 大塚3丁目・4丁目）の宇和島藩伊達邸で白鷺狩りを行った記録が残されており文京区は皇族・徳川一族・華族の伝統ある猟の場でもあった。
小日向第六天からは1928年（昭和3年）9月28日、会津松平邸から松平容保の孫である雍仁親王妃勢津子が秩父宮雍仁親王へ入輿し、1930年（昭和5年）2月4日には徳川慶喜の孫であり、徳川斉昭の曾孫でもある高松宮妃喜久子が高松宮宣仁親王へ入輿した。昭和天皇の皇弟たる直宮家「秩父宮・高松宮・三笠宮」の内二宮家の妃が文京区(旧小石川区)から入輿した。
有栖川宮家は10代威仁親王をもって断絶したが、大正天皇は親王の臨終に際し特旨をもって第三皇子の当時8歳だった、光宮宣仁親王に有栖川宮の旧称である高松宮の称号を与え、有栖川宮の祭祀及び財産を継がせ高松宮宣仁親王となった。
高松宮妃喜久子の祖父有栖川宮威仁親王の遺言により高松宮妃喜久子が3歳の時高松宮宣仁親王の許嫁として決められた。
また、有栖川宮威仁親王の妃である威仁親王妃慰子は現在東京大学である本郷の前田家加賀藩第13代元藩主前田慶寧侯爵の四女であり、有栖川宮威仁親王の第2女子徳川實枝子は高松宮妃喜久子の父であり、徳川慶喜の息子徳川慶久公爵の夫人である。
1938年（昭和13年）10月、松平容保の孫であり松平保男子爵令嬢松平和子(徳川和子)が高松宮妃喜久子の実弟である、徳川慶喜家当主徳川慶光公爵へ嫁いだ。
高松宮妃喜久子の父徳川慶久公爵、母有栖川宮威仁親王の第2王女徳川實枝子は若くして亡くなったが、妃は幼い二人の妹榊原喜佐子、井出久美子の世話を実家や高松宮邸で行っていた。妹二人に母から伝授された、有栖川流書道を教授したが、有栖川流書道は現在常陸宮妃華子、秋篠宮文仁親王に高松宮妃喜久子より伝授され、現在に伝えられている。
区内の広大な「音羽の森」には五代将軍徳川綱吉の生母桂昌院の願いにより創建された護国寺と皇族墓地である豊島岡墓地が並び、高松宮妃喜久子の著書『菊と葵の物語』に表されるように、徳川一族の史跡も多く残される文京区は「菊と葵の街」と言える街である。
2025年(令和7年)5月22日、水戸市の偕楽園の好文亭に成澤廣修区長が訪れ、水戸徳川家15代当主徳川斉正が見守る中、水戸市の高橋靖市長と協定書が取り交わされ「水戸市・文京区連携交流都市協定締結式」が結ばれた。水戸徳川家13代当主徳川圀順の妻徳川慶喜11女徳川英子は徳川斉正の祖母にあたる。
文京区は大名屋敷の流れをくむ華族邸が極めて多い地であったが、華族となった大名は明治以降屋敷の規模を大幅に縮小し土地を住民に貸していた華族が多かった。
高松宮妃喜久子成婚の際の小石川区青年団の提灯行列に対する実家の慶喜家の母、徳川實枝子と幼い二人の妹榊原喜佐子、井出久美子の三人による答礼の写真が残されているが、土地を借りている住民は華族に対して崇敬の念を抱いて接していたと同時に、西片の福山藩阿部伯爵家では運動会に紅白饅頭の差し入れを行うなど「ノブレス・オブリージュ」の精神で住民に接していた。
文京区では2018年11月4日に文京シビックホールにて『「文の京」歴史再発見～江戸から明治～殿様サミット』、2023年3月6日に「将軍・殿様サミット2023」を開催し、将軍家及び文京区にゆかりのある大名家の当主、德川家広（徳川宗家第19代当主）、德川斉正（水戸藩徳川家15代当主）、阿部正紘（福山藩阿部家17代当主）、水野勝之（結城藩水野家20代当主）、前田利祐 (加賀前田家18代当主)、細川護光 (肥後熊本藩細川家18代当主細川護熙長男)が登壇したシンポジウムを開催するなど現在も徳川家一族、関係の深い大名家方との所縁を重んじている。
文京区は土地の歴史上、時代小説や時代劇の舞台になる事が多く、2021年度の大河ドラマ『青天を衝け』では一橋家家臣に取り立てられ、世界を代表する実業家となった後も自らを世に出してくれた慶喜への忠誠心を終生忘れず、孫の渋沢敬三と供に徳川慶喜・慶喜家を支えづけた渋沢栄一が主人公として取り上げられ、徳川慶喜も重要な登場人物として登場した。
1998年度の「徳川慶喜」では慶喜の孫高松宮妃喜久子、曾孫徳川慶朝と主演の本木雅弘がNHKで面談した。
1989年度の「春日局」では土地を拝領した事から現在も文京区に「春日」の地名が残り、湯島の麟祥院が菩提寺である春日局が主人公として取り上げられた。脚本橋田壽賀子、女優大原麗子が演じ、最高視聴率39.4%を記録し日本中に空前の春日局ブームが起きた。文京区ではこれを契機とし、1989年(平成元年)礫川公園に春日局像を建立した。
池波正太郎の時代小説『仕掛人・藤枝梅安』では元締「音羽の半右衛門」が登場し、1972年の時代劇「必殺仕掛人」では「音羽屋半右衛門」として登場した。同ドラマは時代劇「必殺シリーズ」のルーツとなった。
漫画家手塚治虫の曽祖父手塚良仙は播磨坂の由来となった水戸御連枝府中藩松平播磨守の侍医であったが、手塚良仙と架空の藩士伊武谷万二郎との衝突・友情を核に動乱の幕末を描いた『陽だまりの樹』を1981年に発表し、不朽の名作として世界中で読み継がれている。虫プロの調査により東京学芸大学附属竹早小・中学校の敷地の北西端の金網と生け垣で囲われた部分が手塚良仙の自宅兼診療所があった場所と特定された。
東京23区では、目黒区、世田谷区、および練馬区と共に、区内にJRの駅が存在しない。JRの線路は山手線の巣鴨駅 - 駒込駅間がわずかに通るだけで、この区間を除けば全域がすっぽり山手線内側に入る唯一の区でもある。地理的には都心に位置しながら大きな繁華街は存在しないが、区内に東京ドームシティアトラクションズに属する大型商業施設の「ラクーア」がある。
相馬黒光夫妻が東京帝国大学正門前でパン屋を始め店名を引き継ぎ「中村屋」を創業し、1904年(明治37年)「クリームパン」「クリームワッフル」を創案し発売した。文京区は日本のフランスパン発祥の明治21年創業「関口フランスパン」や松本清張や三島由紀夫も愛した東京三大豆大福として有名な「群林堂」、不二家本社等の老舗のパン店・菓子店が多いが、「クリームパン」「クリームワッフル」発祥の地の伝統を引き継ぎ、最近は若い世代によりお洒落なケーキ店・ベーカリー・カフェ・ジェラート店が増え、特に有名店で修業した若い店主達のケーキ店により、シュークリームが区外から多数買いに来る程の新たな名物となっている。

## 人口
| |                                        |  |
| 文京区と全国の年齢別人口分布（2005年） | 文京区の年齢・男女別人口分布（2005年） |  |
| ■紫色 ― 文京区 ■緑色 ― 日本全国 | ■青色 ― 男性 ■赤色 ― 女性              |  |
| 文京区（に相当する地域）の人口の推移 \| 1970年（昭和45年） \| 234,326人 \| \| \| 1975年（昭和50年） \| 216,250人 \| \| \| 1980年（昭和55年） \| 202,351人 \| \| \| 1985年（昭和60年） \| 195,876人 \| \| \| 1990年（平成2年） \| 181,269人 \| \| \| 1995年（平成7年） \| 172,474人 \| \| \| 2000年（平成12年） \| 176,017人 \| \| \| 2005年（平成17年） \| 189,632人 \| \| \| 2010年（平成22年） \| 206,626人 \| \| \| 2015年（平成27年） \| 219,724人 \| \| \| 2020年（令和2年） \| 240,069人 \| \| |                                        |  |
| 総務省統計局 国勢調査より |                                        |  |
| 1970年（昭和45年） | 234,326人                              |  |
| 1975年（昭和50年） | 216,250人                              |  |
| 1980年（昭和55年） | 202,351人                              |  |
| 1985年（昭和60年） | 195,876人                              |  |
| 1990年（平成2年） | 181,269人                              |  |
| 1995年（平成7年） | 172,474人                              |  |
| 2000年（平成12年） | 176,017人                              |  |
| 2005年（平成17年） | 189,632人                              |  |
| 2010年（平成22年） | 206,626人                              |  |
| 2015年（平成27年） | 219,724人                              |  |
| 2020年（令和2年） | 240,069人                              |  |

### 昼夜間人口差
2005年の夜間人口（居住者）は189,564人。区外からの通勤者と通学生および居住者のうちの区内に昼間残留する人口の合計である昼間人口は336,229人で、昼は夜の1.774倍の人口になる（東京都編集『東京都の昼間人口2005』平成20年発行124,125ページ。国勢調査では年齢不詳の者が東京都だけで16万人いる。上記グラフには年齢不詳の者を含め、昼夜間人口に関しては年齢不詳の人物は数字に入っていないので数字の間に誤差は生じる）。

## 地理
文京区は、東京都の東部、皇居の北側に位置する。文京区役所の正確な位置は、東経139度45分40秒・北緯35度42分20秒。武蔵野台地の坂、神田川などにつくられた低地部、5つの台地（関口台、小日向台、小石川台、白山台、本郷台）や谷から成り立ち、坂の多い地域である。高度は、後楽1丁目の海抜3.1メートルを最低に、大塚5丁目付近で海抜34メートルである。面積は、11.31平方キロメートルであり、23ある特別区では4番目に面積が小さい区である。

## 歴史

### 近世以前
現在の文京区に人が住み始めたのはおよそ18,000年前ごろの旧石器時代と考えられている。区内28カ所に縄文遺跡が確認され、本郷台地周辺で貝塚と縄文土器が多数発見されている。1884年（明治17年）に向ヶ丘弥生町（現在の弥生1丁目）で発見された土器は、その発見地から弥生土器と命名され、弥生時代の名の由来となっている。
1896年（明治29年）に六義園（本駒込6丁目）から本郷通りの東側（現在の本駒込5丁目）で弥生後期の遺跡が発見されている。豊島区と文京区の区界にまたがって広がる遺跡である。
令制国としては武蔵国の一部であった。中世に至り上杉氏の支配下に入り、太田氏や豊島氏などの豪族の影響を受けた。戦国時代には相模国から進出した後北条氏の支配地となり、徐々に発展していったようである。

### 近世
天正18年（1590年）、徳川家康の江戸入府により、武家屋敷や寺社が建った。江戸時代には徳川光圀（水戸黄門）で有名な徳川御三家の一つ、水戸徳川家屋敷をはじめ、徳川家康の生母である於大の方が埋葬された伝通院、五代将軍徳川綱吉の生母桂昌院の願いにより創建された護国寺などの寺社が立ち並んだ。
江戸時代中期には区域の多くが市街化し、後期には中山道の街道筋に商店が建ち並ぶなど商業が活発化した。明治時代に入り広大な跡地は、大学及び軍用地や商業地などに転用された。
区内には、幕府の官学の府ともいうべき湯島聖堂、昌平坂学問所があった。
三代将軍徳川家光の乳母である春日局、大奥の奥女中であった音羽が土地を拝領した事から「春日」「音羽」など現在でも地名として使われる。
白山御殿は、五代将軍徳川綱吉の将軍就任以前、館林候時代の屋敷で、もと白山神社の跡であったので「白山御殿」と言われた。綱吉の将軍職就任後は、御殿跡を幕府の薬草園とした。享保7年（1722年）、園内に、映画『赤ひげ』で知られるようになった小石川養生所が設けられた。また、享保20年（1735年）には青木昆陽が甘藷（サツマイモ）を試験栽培した。明治になってからは東京大学の付属植物園となった。
桂昌院の家系の京都丹後宮津藩の家督を三歳で継いだ本荘宗正子爵は、学習院初等科二年の頃国元に帰国し桂昌院の位牌を預かる身にもなったが『歴史読本』編集長中嶋繁雄による昭和50年代前半の現地での後輩への取材によると戦前小学生の時の紀元節や明治節の際には講堂の演壇の金屏風の前に校長よりも上の身分として座っていたという。
水戸藩は徳川御三家の中で唯一参勤交代を免除される「江戸定府」の特権が与えられており、藩主は原則小石川水戸藩邸で政務をつかさどった。徳川光圀に対する世に言う「副将軍」は正式な職名ではないが、江戸にあり常に将軍の側近として補佐を行う事が水戸藩主に求められていた為、俗称として呼ばれていたものである。家臣たちは「水戸様御家来」と呼ばれ江戸市中の武士の中でも別格の身分であった。また、御用商人や現在の運送業に当たる者も「水戸様御用」として水戸葵の提灯を貸与され別格の扱いを受けていた。
徳川光圀は質素倹約を心掛け同じ頭巾を40年使い、招かれた尾張徳川家当主によると天井や壁に反故が貼られ自らの出した手紙もあったという。 若い時は大変な美男子で登城する光圀を一目見ようとした江戸の娘達により人雪崩が起きたと残されているが、元禄13年12月6日(1701年1月14日)に薨去された際は江戸市民により「天が下二つのたから尽きはてぬ　佐渡の金山　水戸の黄門」と讃えられた。
徳川光圀が1657年（明暦3年）に水戸藩駒込別邸に史局を開設し、1672年寛文12年に史局を江戸小石川藩邸に移転し「彰考館」と命名。歴史書『大日本史』の編纂を始め、1906年（明治39年）に全397巻226冊が完成し、皇室に献上するまで249年の歳月を要した。朝廷は水戸徳川家第13代当主徳川圀順に対し1929年（昭和4年）『大日本史』編纂の功により徳川御三家の中で唯一公爵に陞爵された。
水戸藩の提唱する「水戸学」は全国の志士に多大なる影響を与え明治維新が達成されたのち、幕末の四賢侯の一人と謳われ、小石川区に居住した越前国福井藩藩主松平春嶽(慶永)が「それ(明治維新)は徳川光圀一人の力から起こった」とさえ明言したほどであった。
『回天詩史』等の著作を残し全国の志士達の精神的支柱であった水戸藩士藤田東湖が1855年（安政2年）10月2日に発生した安政の大地震で母を崩れる江戸小石川藩邸内の家から身を挺して救出した事を記す碑「藤田東湖先生護母致命の処」は道路拡張の為、現在は小石川後楽園へと移されているが土佐藩出身、土佐勤王党で武市瑞山の門下生として志士活動をしていた元老院議官・警視総監・学習院長を歴任し、明治28年宮内次官、31年宮内大臣となった関口2丁目の蕉雨園に居住していた田中光顕伯爵により維新への水戸藩の貢献を顕彰するため、昭和4年に茨城県東茨城郡大洗町に創立された「常陽明治記念館(現　大洗町幕末と明治の博物館)」には藤田東湖像が設立されている。
また、「藤田東湖先生護母致命の処」の碑は1942年(昭和17年)11月25日に藤田東湖の玄孫に当たる藤田季子によって除幕された。
水戸藩第9代藩主徳川斉昭は志士達の出身藩・身分の垣根を超え崇拝されていたが、明治6年（1873年）水戸の常盤神社(摂社は藤田東湖を祭神として祀る東湖神社)に徳川光圀と供に祭神として祀られた。
漫画家手塚治虫の曽祖父手塚良仙は播磨坂の由来となった水戸御連枝府中藩松平播磨守の侍医であったが手塚良仙と架空の藩士伊武谷万二郎との衝突・友情を核に動乱の幕末を描いた『陽だまりの樹』を1981年に発表し、不朽の名作として世界中で読み継がれている。伊武谷万二郎に対し藤田東湖が自宅の庭の虫に食われた桜の樹を「陽だまりの樹」として当時の日本の姿に例えて語った場面が作品名の由来である。虫プロの調査により東京学芸大学附属竹早小・中学校の敷地の北西端の金網と生け垣で囲われた部分が手塚良仙の自宅兼診療所があった場所と特定された。

### 近・現代
文京区における華族の歴史
華族となった大名は明治以降屋敷の規模を大幅に縮小し土地を住民に貸していた華族が多かった（藩士である士族達の住居確保の意味合いもあった）。細川護煕元首相(弟忠煇は母の実家である五摂家筆頭近衞家の養子になり、直宮家三笠宮崇仁親王の長女・甯子内親王と結婚した。)が少年時代を過ごした目白台の熊本藩細川侯爵家は士族を始めとした熊本県出身者達により熊本弁が飛び交っていた事から「熊本村」と呼ばれていた。
細川兄弟の祖父細川護立侯爵は「存命で有れば首相候補であった」と言われたほどの才覚の若くして亡くなった親友の徳川慶喜の息子徳川慶久公爵に対し「才気縦横、故慶喜公の好い所を総て受け継いでいた」と周囲に話していた。
慶喜の孫榊原喜佐子の嫁いだ榊原子爵邸は文京区の本郷弓町(現　本郷1丁目)にあったが、1888年(明治21年)から第二次世界大戦直前まで徳川一族・徳川四天王家(酒井・本多・榊原・井伊)・譜代大名の会「御譜代会」が存在しており、榊原喜佐子が榊原家に残された記録を元に調査した所、徳川四天王家が幹事を勤め芝の紅葉館と思われる会場で毎年懇親会が開かれており、徳川慶喜も出席した集合写真が残されている。また、懇親会の会議は本郷弓町の榊原邸で行われていた。本多子爵邸は本郷森川町(現　本郷6丁目)、酒井伯爵邸は小石川区原町(現 白山)にあり徳川四天王家の内、三家が文京区内にあった。
榊原喜佐子によると夫榊原政春の祖父の榊原政敬の側室、長瀬庸は小石川安藤坂にあった中島歌子の「萩の舎」で侍女をしていた正室榊原禮子(加賀藩主・前田慶寧の長女)と供に樋口一葉に和歌を学んだ。
慶喜の孫高松宮妃喜久子成婚の際の小石川区青年団の提灯行列に対する実家の慶喜家の母、徳川實枝子と幼い二人の妹榊原喜佐子、井出久美子の答礼の写真が残されているが、土地を借りている住民は華族に対して崇敬の念を抱いて接していたと同時に、西片の福山藩阿部伯爵家では運動会に紅白饅頭の差し入れを行うなど「ノブレス・オブリージュ」の精神で住民に接していた。
第二次世界大戦の空襲の際は、林町(現 千石2丁目)の一橋徳川邸の5千坪の敷地に住民達の避難を受け入れ、多数の住民の命が救われた。戦後華族制度の廃止により財産税支払いのため華族が土地を手放した際、土地を借りていた住民たちは土地を購入し戦後も誇りをもって住み続けた。
戦前の文京区の歴史
安田財閥の創始者安田善次郎の娘婿善四郎が購入し、昭和12年（1937年）に長男楠雄が相続した「旧安田楠雄邸」が千駄木5丁目にある。歴史的建造物として修復管理し、公開されている。
昌平坂学問所跡に師範学校、女子師範学校が設立され、東京大学が現在地に移転を完了し、文教地区文京の特色が鮮明になった。一方、水戸徳川家の上屋敷内の庭園が現在の小石川後楽園となり、五代将軍徳川綱吉の大老柳沢吉保の六義園が返還され、国の名勝になるなど、都心の貴重な緑地を今に残している。
1878年（明治11年）、郡区町村編制法により小石川区と本郷区が成立。広大な加賀前田家の屋敷跡に帝国大学（現：東京大学）が設置された。帝大周辺に出版社が集まり、それに伴って多くの文人達も移り住み、坪内逍遥、森鷗外、夏目漱石、樋口一葉などが居を構えた。その後は都市化が進んだが、本郷通りなどの大通りから一歩住宅街へ入ると江戸や明治の名残ある場所が多数残されている。
1879年（明治12年）、永井荷風が東京市小石川区金富町四十五番地（現　文京区春日二丁目21番地2）にて生まれる。
1888年（明治21年）、オズーフ司教が神父のペトロ・レイ師と共に、明治20年頃、山の手の関口町へ赴き教会経営の孤児院の子供たちに何か文化的な職業を身につけさせようと考え子供たちの中から長尾鉀二（後の関口フランスパン職工長）を選び仏印に送り出し、本格的にフランスパンの製法を勉強させ帰国後、教会敷地内に製パン工場を建て、小石川関口教会（現関口教会）付属聖母仏語学校製パン部が現在も文京区で営業を続ける関口フランスパンの前身として創業。日本における本格派フランスパンの誕生。
1901年(明治34)12月30日、相馬愛蔵と相馬黒光(相馬良 旧姓星)夫妻が東京帝国大学正門前のパン屋を居抜きで買い取り商売を始め店名を引き継ぎ「中村屋」を創業する。1904年(明治37年)「クリームパン」「クリームワッフル」を創案し発売した。本郷の帝大前には相馬黒光の在籍した(黒光はフェリス英和女学校・明治女学校と転校した)宮城女学校(現・宮城学院中学校・高等学校)卒業生酒井カノが夫と供にカルチャースクールの先駆けの唱歌学校を始めるなど最新のアメリカ文化を若いアメリカ人女性教師から直接学んだミッション系女学校卒業生によりハイカラな文化が集中していた。
1924年（大正13年）音羽一丁目に鳩山一郎が私邸を建設する。現在は鳩山会館として一般に公開されている。音羽の地に建つ事から音羽御殿とも呼ばれ、NHK「連続テレビ小説　虎に翼」等、多数のドラマのロケ地としても使われている。鳩山由紀夫、鳩山邦夫兄弟もこの邸宅で育った。
1937年（昭和12年）、東京砲兵工廠の跡地に後楽園スタヂアム（現在の東京ドーム）が誕生し、戦後のプロ野球復活と共に娯楽地として発展する。
明治以降の文京区における宮家・徳川慶喜家・徳川一族の歴史
大政奉還後の1901年（明治34年）12月に小石川区小日向第六天町（現在の文京区春日2丁目）に徳川斉昭の息子でもある、水戸藩小石川藩邸で生まれた十五代将軍徳川慶喜が居住した。
1902年（明治35年）6月3日には公爵に叙せられ徳川慶喜家を興した。6月22日、芝の紅葉館に多くの華族を招待して祝宴を催す。6月27日、徳川御三家と御三卿の徳川一族を星ヶ岡茶寮に招いて、祝賀会を催した。
現在の埼玉県深谷市の豪農の子に生まれ、若い頃は江戸で北辰一刀流を学ぶ志士を志す青年であった渋沢栄一は、一橋徳川家当主時代の徳川慶喜に才能を見出され、慶喜の将軍就任にともない幕臣となったが、世界を代表する実業家となった後も自らを世に出してくれた慶喜への忠誠心を終生忘れず、孫の渋沢敬三と供に徳川慶喜・慶喜家を支えづけた。慶喜の孫の高松宮妃喜久子の輿入れの前に慶喜家一家を飛鳥山の渋沢邸に招いた記念写真が残されている。
慶喜は「敗軍の将は兵を語らず」の精神から一切自らについて語る事は無かったが「幕府の歴史の貴重な記録を残す」「徳川慶喜の名誉回復」の為、慶喜は「自らの死後公開する事」を条件に渋沢栄一の希望を受け入れ『徳川慶喜公伝』が刊行された。慶喜への聞き取りは兜町の渋沢栄一の事務所が多かったが、小日向第六天の慶喜邸でも行われた。また、渋沢栄一は明治42年（1909年）5月30日、現在文京区春日1丁目に本部のある嘉納治五郎が運営する柔道の総本山・講道館の財団法人化に際し、推されて監事となり、没するまで終身、講道館監事を務めた。
徳川慶喜は写真が趣味であったが、筑波大学の母体となった現在の茗荷谷駅前にあった東京教育大学の前身東京高等師範学校の写真等、文京区の写真も撮影しておりカメラが非常に高額だった時代の貴重な街の記録として残されている。慶喜の撮影した写真は曾孫でカメラマンの徳川慶朝の監修で『将軍が撮った明治　徳川慶喜公撮影写真集』として刊行され閲覧する事が可能である。
1913年(大正2年)11月22日徳川慶喜は76歳で激動の生涯を閉じたが、渋沢栄一が葬儀委員長を務めた葬儀では白木の神輿に棺をのせ幾人かの白丁が担いで進んだ。葬列は小日向第六天の屋敷から春日町、富坂を上って本郷三丁目を通り、湯島の切通しをぬけ、いまの春日通りを上野広小路まで進み、左に折れて寛永寺へと向かった。沿道には人垣ができ、遠方から上京して見送る人もあり、斎場には六、七千人の人が参列した。慶喜の警護を勤め、上野戦争では彰義隊と供に寛永寺伽藍の防火と鎮火、延焼の防止に奮戦した新門辰五郎が頭を務めた町火消浅草十番組「を組」を始めとした町火消いろは47組が纏を持ち、上野の山の登り口で慶喜の棺を迎えた。慶喜は大勢のかつての江戸の市民達に送られて旅立った。
慶喜の孫の榊原喜佐子によると慶喜邸には「お写真様」と呼ばれる部屋があり、大礼服を来た慶喜の写真が飾られており、毎朝学校に行く前に礼拝したとの事である。
1929年(昭和4年)10月7日には一橋徳川家の老女、慶喜の側室であり、慶喜家に三代仕え慶喜の孫の榊原喜佐子、井出久美子から「すがばばあ」と呼ばれて慕われていた一色須賀が92歳で生涯を閉じた。
徳川慶喜が居住した小日向第六天には元会津藩藩主松平容保が先に居住したが、この屋敷で育った外務次官、駐英大使、駐米大使、宮内大臣、初代参議院議長を歴任した容保四男松平恒雄の長女松平節子(後に勢津子に改名)が華族である会津松平家本家に養女に入る形で1928年（昭和3年）9月28日、小日向第六天の会津松平邸から秩父宮雍仁親王へ入輿した。(松平恒雄次女正子は松平容保の兄徳川慶勝の曾孫尾張徳川家第20代当主徳川義知に嫁ぎ、孫の恒孝は徳川宗家に養子に入り18代目を継いだ)
1930年（昭和5年）2月4日には徳川慶喜の孫であり、徳川斉昭の曾孫でもある徳川慶久公爵令嬢徳川喜久子が高松宮宣仁親王へ入輿した。昭和天皇の皇弟たる直宮家「秩父宮・高松宮・三笠宮」の内二宮家の妃が文京区(旧小石川区)から入輿した。高松宮妃喜久子の祖父有栖川宮威仁親王の遺言により高松宮妃喜久子が3歳の時高松宮宣仁親王の許嫁として決められた。
有栖川宮家は10代威仁親王をもって断絶したが、大正天皇は親王の臨終に際し特旨をもって当時8歳だった、光宮宣仁親王第三皇子の光宮宣仁親王に、有栖川宮の旧称である高松宮の称号を与え、有栖川宮の祭祀及び財産を継がせ高松宮宣仁親王となった。
有栖川宮威仁親王の妃である威仁親王妃慰子は現在東京大学である本郷の前田家加賀藩第13代元藩主前田慶寧侯爵の四女であり、有栖川宮威仁親王の第2女子徳川實枝子は高松宮妃喜久子の父であり、徳川慶喜の息子徳川慶久公爵の夫人である。
1938年（昭和13年）10月松平容保の孫であり松平保男子爵令嬢松平和子が徳川慶喜の孫徳川慶光公爵へ嫁ぐ。また慶光の妹喜佐子は越後国高田藩榊原家第16代当主榊原政春子爵へ嫁ぎ、末妹の久美子は松平恒雄、学習院女子中・高等科同窓会「常磐会」会長松平信子夫妻の仲人により福井松平家（越前松平家）第19代当主の松平康昌侯爵の長男・松平康愛(松平春嶽玄孫)と結婚するが康愛の戦死後康愛の親友でもあった元海軍軍医中尉の井手次郎と再婚し地域医療に生涯を尽くした。
会津松平家の血統に有栖川宮家の血統、明治維新の象徴であり祭神である徳川慶光の曽祖父の徳川斉昭の血統が入る事により、秩父宮妃勢津子(松平節子)の秩父宮雍仁親王への入輿と併せ、これにより徳川慶喜家・会津松平家の朝敵の汚名が完全に挽回された。
戦後の菊栄親睦会の三井倶楽部での懇親会で徳川慶光・徳川和子夫妻、榊原政春・榊原喜佐子夫妻の膝の上に抱かれた小学生の時の寬仁親王、桂宮宜仁親王の写真が残されている。
徳川和子の姉、松平保男二女徳子は春日局の末裔である淀藩稲葉家当主稲葉正凱子爵に嫁いだ。
伊佐須美神社宮司、容保次男松平健雄の子であり参議院議員・福島県知事を務めた松平勇雄は文京区議松平雄一郎の祖父である。
林町(現 千石2丁目)には徳川慶喜が水戸徳川家から養子入りした、一橋徳川家12代徳川宗敬(水戸徳川家第12代当主徳川篤敬の次男。慶喜の兄の孫にあたる)から1989年（平成元年）10月に、出来るだけ樹林域を末永く残すように配慮することを条件に、文京区に寄付された「千石緑地」が残されている。
徳川一族は大部分の姓が「徳川・松平」の為、一族間では屋敷や国元の地名で呼ばれていたが慶喜孫である榊原喜佐子によると一橋徳川家は「林町様」と呼ばれていたとの事である。
三女鉄子が嫁いだ一橋徳川邸には慶喜は頻繁に訪れ、飼育されていた鶴を慶喜が撮影した写真も残されているが、程近い徳川慶喜の生母吉子女王の実家であり、慶喜家と深い親戚関係にある丸山町(現千石3丁目)の有栖川宮家別邸(現在も「宮様のお邸を偲ぶ坂」として「宮坂」の名が残されている)には慶喜が秋には鴨猟に招かれ、また妹八代姫が仙台藩主伊達慶邦に嫁いだ縁からか現在も白鷺坂の名の残る仲町(現大塚3丁目・4丁目)の宇和島藩伊達邸で白鷺狩りを行った記録が残されておりこの一帯は皇族・徳川一族・華族の伝統ある猟の場でもあった。
榊原喜佐子によると鳥取藩池田家に養子に入った徳川慶喜の五男池田仲博の娘であり、徳川宗敬の妻徳川幹子は幼くして両親を亡くした高松宮妃喜久子の妹榊原喜佐子と井出久美子を林町の一橋徳川邸にしばしば招いたという。二人と歳の近い徳川幹子の娘達と幹子と撮影した写真が残されている。
松平容保の兄、徳川茂徳(松平 義比)が10代当主でもある一橋徳川邸のあった林町には本郷の東京帝国大学総長を務めた旧会津藩士山川健次郎男爵らの手により1917年(大正 6年) 会津藩藩校日新館に由来する「至善寮」の名を付して、会津学生寮が開寮され現在も会津出身の学生が日々勉学に励んでいる。また会津学生寮には小日向第六天の会津松平邸の春秋2回の旧会津藩士達の懇親会から始まった1912年(明治45年)4月20日に設立された会津会の事務局が設置され現在も同地は会津藩との所縁が深い。
福島県南会津町の関係者のご協力で林町小学校の校庭を会場に毎年トラック2台分の雪を運んでもらい、雪に触れる機会の少ない文京区の子ども達の為に雪の交流事業を行っている。
2024年10月松平雄一郎区議ら文京区総務区民委員会が会津若松市を視察し、会津若松市役所、会津若松商工会議所、福島県立博物館のご協力で同地の歴史的建造物を保存修景しながら、城下町らしい歴史を大切にしたまちづくりや、デジタル技術を取り込んだものづくり文化の体験や発信の方法を学んだ。
上野精養軒での会津会の総会には節目の年には、小日向第六天の会津松平邸で育った会津松平家の13代目当主松平保定(徳川和子弟)元子爵の従姉でもある、秩父宮妃勢津子も出席していたが、高松宮妃喜久子の夫である「スキーの宮様」と呼ばれた高松宮宣仁親王も福島県猪苗代町で開催された「高松宮杯記念ジャンプ大会」「全日本学生スキー選手権大会」に出席し、当時の横山武会津若松市長達との祝宴にも出席し会津若松市との所縁が深かった。横山武市長達と1958年(昭和33年)2月13日に撮影された記念写真が4回宿泊した「会津東山温泉 向瀧」公式サイトに掲載されている。
また、日本オリエント学会の会長も務め、「オリエントの宮様」と呼ばれた三笠宮崇仁親王は1955年（昭和30年）に東京女子大学講師に就任したが、小日向の拓殖大学でも講義を行った。
徳川慶喜家の跡地は現在国際仏教学大学院大学が建ち「徳川慶喜終焉の地」の文化財標示板が建っている。「慶喜公屋敷大銀杏」の標識が建つ北門内のイチョウは、慶喜邸だった時期の正門内玄関前にあったイチョウとされ子供の時、姉の榊原喜佐子と供に木登りをした晩年の慶喜の孫、井出久美子が2010年(平成22年)の国際仏教学大学院大学の開校二周年記念講演に招かれた際イチョウの木の前で撮影した写真が残されている。国際仏教学大学院大学には1911年当時の図面をもとに再現した小日向第六天の慶喜邸の1/200の模型が展示されている。
井出久美子は2018年(平成30年)に96歳の時、長年かけて執筆した自伝『徳川おてんば姫』(東京キララ社)を出版した。同作品は漫画家 西山優里子により『徳川おてんば姫 ～最後の将軍のお姫さまとのゆかいな日常～』(秋田書店)として漫画化され、若い世代にも小日向第六天の徳川慶喜家の歴史が広く知られるようになった。漫画の作中には姉の高松宮妃喜久子、榊原喜佐子も主要登場人物として登場する。
徳川慶喜家で食されていた食事、菓子に関しては孫の榊原喜佐子ら、徳川慶喜家一族の著書により現在に記録が残されている。
徳川慶喜家では先祖徳川光圀以来の質素倹約を心掛け、慶喜はべったら漬けを好むなど普段は質素な食事であったが、来客をもてなす際は上野の精養軒・芝の錦水 ・九段上の富士見軒などから出前を取っていた。また慶喜は蕎麦を好み、勝海舟の養子となった十男勝精が慶喜邸に訪れる際は永坂(赤坂)の更科そばをつゆ、薬味一式を人力車に固定して届けたという。
慶喜の孫徳川慶光の妻、徳川和子が息子の徳川慶朝に語り残した話と慶喜の女中おアサの聞き書きによると野鳥の捕獲・食用が合法であった時代は慶喜家邸ではシギのローストやツグミをしゃぶしゃぶの様に食べていたという。
慶喜は士族木村安兵衛が明治2年（1869年）に創業した木村屋のあんぱんを好み、幕臣であった山岡鉄舟が静岡在住時代の慶喜に届けていたという。山岡鉄舟が届ける事が難しくなった後は、一説には清水次郎長が届けていたと言われている。　
重要な慶事の際は徳川光圀以来の伝統により、虎屋に発注を行い息子の徳川慶久と有栖川宮威仁親王の第2女子徳川實枝子との結婚の際、有栖川宮威仁親王を招いた際は「出しほ」「若紫」「寒紅梅」を五つ盛りにしたものを18人前と、「高峯羹」「新千代の蔭」「八重梅」を三つ盛りにして8人前を注文した記録が虎屋に残されている。
徳川光圀が発注した記録も虎屋に残されているが、貞享5年 (1688年) には霊元上皇が能を催した折に「大まん」100個を、元禄13年 (1700年) には公家・中院通茂 70歳の祝いとして饅頭100個を進上している。当時の饅頭の重さは150gが普通であったが、260gを超える饅頭であったとの事である。
慶喜の孫榊原喜佐子によると、出入りの菓子屋にご紋崩しの双葉葵の印を押したごまあんが入った「茶通」という菓子を作らせ「下されもの」として来客に持たせていたという。
徳川和子によると小日向第六天の会津松平邸では邸の近くの東五軒町（東京都新宿区。現在の新宿区と文京区のいずれかに店舗が存在していたかは不明。）の「楓泉堂」、春日の安藤坂の「紅屋」が出入りの菓子屋であったという。両店とも大店では無い庶民的な店舗であったとの事である。遠足の前日は邸に、細かい仕切りのある黒塗りの箱に見本を入れた中から子供達が選び、母(松平保男妻松平進子)が注文したという。
会津松平邸では「お次(おつぎ)」と呼ばれる当主・家族の侍女は国元の会津高女(現在の福島県立葵高等学校)卒業生の士族・名字帯刀の豪商等の娘の中から選抜された数人の優れた美貌を持つ少女達が一年交代で務めていたが、遠足の際彼女達が頂いた「葵の御紋の落雁」は「楓泉堂」か「紅屋」が納入していたと思われる。お次に選ばれた少女達は会津に戻った後、別格の存在として嫁いだ。
「楓泉堂」の「都鳥」は高松宮妃喜久子も少女時代好きであった事から、徳川和子が戦後献上しようとしたが「楓泉堂」は既に閉店しており、代わりに妃がお好きであった「紅屋」の最中を献上されたとの事である。高松宮妃喜久子、徳川和子、徳川慶朝は「都鳥」は「楓泉堂」独自の菓子と考えていたが、「都鳥」は岐阜市の奈良屋本店で、現在も作られている事を徳川和子の孫の山岸美喜がインターネットで発見し、祖母の霊前に供えたとの事である。
奈良屋本店の解説によると「都鳥」は昭憲皇大后に同社商品「雪たる満」を25年御祝典に献上した際、皇大后の「鳥の形に作ってみたら」との言葉から鳥の形に作り、再び献上したという。「都の御堀に白鳥がいるから、都の鳥を都鳥」と命名し、宮中の意である大内を付し、「大内御好 都鳥」が誕生したとのことである。徳川和子によると、「都鳥」は他の店舗でも扱っている一般的な菓子として、東京で類似品が広く売られている菓子ではなかったとのことだが、現在となっては奈良屋本店と「楓泉堂」経営者の関係は不明である。
文京区に戦前極めて多かった華族邸は百貨店外商の重要な顧客であったが、小日向第六天の慶喜邸では尾張徳川家の関係から松坂屋が、会津松平邸では三越が外商であり呉服・当時裕福な家庭が朝食に食べていたパン等を納入していたという。徳川和子の話によると会津松平邸では奥方達が呉服等を品定めしている際「商人部屋」と呼ばれる部屋で百貨店の呉服部番頭達がお茶を飲んで待っていたとの事である。
戦後の文京区の歴史
1947年（昭和22年）、市街地編成として小石川区と本郷区が合併し文京区が誕生（1947年（昭和22年）3月5日公布、同年3月15日施行）。
1951年（昭和26年）3月1日、文京区歌を制定。
1953年（昭和28年）田中角栄が目白通り奥の日本石油の社宅跡地を購入。1966年（昭和41年）まで周囲の土地も購入し、1967年（昭和42年）には信濃飯田藩の藩主一族堀家の下屋敷跡も購入し、目白台に「目白御殿」と呼ばれる私邸が完成した。また、1971年（昭和47年）頃には水戸徳川家第13代当主徳川圀順が所有していた軽井沢の別荘を購入し、現在は国の登録有形文化財に登録されている。水戸徳川家の別荘は徳川慶喜家の別荘と近かった事から、慶喜の孫榊原喜佐子・井出久美子が少女時代に招かれた写真が残されている。
1954年（昭和29年）12月10日、鳩山 一郎が第52代内閣総理大臣に就任する。
1965年（昭和40年）ごろ、東京都内の住居表示（町名）変更に伴い、区内の町名が大規模に変更された。これに伴い1965年9月15日には、区内を走っていた東京都電車や東京都バスの39箇所の停留所名も変更されている。
1969年（昭和44年）ごろ、学生運動が活発化し、過激化の傾向の頂点を見せる。1969年1月18日には東大安田講堂事件が発生したほか、同年9月30日には本富士警察署および文京区立第四中学校（後に第二中学校と統合）に、それぞれ6本の火炎瓶が投げ込まれて炎上する事件が起きた。
1972年（昭和47年）7月7日、田中角栄が第64代内閣総理大臣に就任する。
1984年（昭和59年）10月15日、森まゆみ、山崎範子、仰木ひろみ、つるみよしこ達が地域情報雑誌『谷根千』を創刊した。
1993年（平成5年）8月9日、目白台の熊本藩細川侯爵家で少年時代を過ごした肥後熊本藩細川家18代当主細川護熙が第79代 内閣総理大臣に就任する。
1999年（平成11年）、都心回帰の傾向を反映して35年ぶりに人口増加へ転じている。このころからマンション建設が盛んに行われている。
2009年(平成21年)9月16日、音羽の鳩山邸(鳩山会館)で育った鳩山由紀夫が第93代 内閣総理大臣に就任する。
戦後復興や高度成長による東京都心部の過密解消を目的とした工場等制限法は大学も対象とされ、大学の郊外移転（多摩地域や埼玉県など）が進んだ。現在では工場等制限法が廃止され、拓殖大学のように文京区を含む都心へキャンパスを回帰させる大学が目立つ。
主に音羽グループによる文京区及び区出身者から発信された漫画・アニメ・特撮ドラマ・男子小学生ホビーブームの沿革
戦後少年少女達に本格的な漫画・アニメ・特撮ドラマ時代の到来により音羽グループと呼ばれる文京区音羽の講談社及び系列の光文社、キングレコード株式会社等による社会現象ブームクラスの世界的な名作が音羽の地から多数生み出され、ブームの発信源であった。また、『週刊少年マガジン』では『ウルトラマン』を始めとした特撮作品の巻頭特集をいち早く行い、ビデオの無い時代のビデオの代わりの役割を果たしていた。また、放送エリア外の少年達に貴重な情報源となっていた。
漫画・アニメに留まらず少年漫画雑誌によるガンプラブーム・SDガンダムブーム・シールブーム・カードダスブーム等のメディアミックスで音羽の講談社は80年代から90年代前半の男子小学生ホビーの牽引役でもあった。少女向け作品では『キャンディ♡キャンディ』、『美少女戦士セーラームーン』等を生み出した。また『課長島耕作』や『ナニワ金融道』などの成人男性向け作品の名作も多数生み出した。
音羽の児童合唱団「音羽ゆりかご会」は、『ゲゲゲの鬼太郎』・『グレートマジンガー』・『バカボンのうた』・『仮面ライダー』・『帰ってきたウルトラマン』・『秘密戦隊ゴレンジャー』等多数のアニメ・特撮ソングを熱唱し、「音羽ゆりかご会」の名は全国の子供と母親達が知る存在であった。
文京区は「文の京」と言われるように学問の地であるが、同時に手塚治虫の手塚家のルーツの地でもある、日本の誇る漫画・アニメ・特撮カルチャーの世界への発信地でもある。
1952年（昭和27年）4月、音羽の光文社の月刊少年漫画雑誌『少年』で手塚治虫による『鉄腕アトム』が連載開始。
1956年(昭和31年)7月、光文社の月刊少年漫画雑誌『少年』で横山光輝による『鉄人28号』が連載開始。『鉄腕アトム』と供に少年達に大ブームとなり、ロボット漫画・アニメの先駆けとなる。
1959年（昭和34年）3月17日講談社が『週刊少年マガジン』を創刊。小学館側の『週刊少年サンデー』と供に少年漫画雑誌が月刊誌から週刊誌の時代に移る。漫画だけでは無く、『ウルトラQ』『ウルトラマン』『ウルトラセブン』『サンダーバード』の版権を獲得し男子小学生向けメディアミックスの先駆けとなった。1965年（昭和40年）に水木しげるにより『ゲゲゲの鬼太郎』が1966年（昭和41年）に『悪魔くん』の連載を開始し、第一次特撮ブームに続く妖怪ブームの牽引役となった。1969年（昭和44年）に創刊された対象読者の年齢を下げた『週刊ぼくらマガジン』では仮面ライダー特集、原作漫画連載も掲載した。また、『巨人の星』や『あしたのジョー』が「スポ根ブーム」の先駆的作品となった。
1964年（昭和39年）講談社がトーベ・ヤンソン原作『ムーミン』の版権を取得し、『少年少女新世界文学全集 第27巻 北欧現代篇』に「ムーミン谷の冬」を収録した。講談社は『ムーミン』の書籍だけではなく、アニメ化の際は『たのしい幼稚園』等の幼児雑誌でもメディアミックスを行い、『ムーミン』を日本で国民的作品に定着させた。
1971年（昭和46年）4月3日から放映開始された『仮面ライダー』は当初は視聴率が低かったが、回を重ねるごとに視聴率が上がり社会現象ブームとなった。後楽園遊園地(現東京ドームシティアトラクションズ)の仮面ライダーショーは周辺を何周もする程の入場客が入り、サインを行う俳優やスタントマン達は腱鞘炎になった程だという。諸説あるが、主人公の本郷猛は東映プロデューサー平山亨の出身大学の東京大学の所在地の本郷から付けられたと言われている。仮面ライダーショーは現在も続く東京ドームシティアトラクションズのスーパー戦隊ショーに続いている。現在も東京ドームシティでは東映による仮面ライダーイベントが開催されている。
1973年 (昭和48年）講談社が少年漫画雑誌『週刊少年マガジン』にて矢口高雄による『釣りキチ三平』を連載開始。全国の男子小中学生に釣りブームが起きる。
1975年（昭和50年）、講談社が少女漫画雑誌『なかよし』にて、原作：水木杏子、作画：いがらしゆみこにより『キャンディ♡キャンディ』を連載開始する。少女達に社会現象ブームとなった。
1977年（昭和52年）8月6日、東京府東京市小石川区原町（現・東京都文京区白山）出身のアニメプロデューサー西崎義展制作による、テレビ放映時の1974年（昭和49年）には打ち切りとなったSFアニメ映画『宇宙戦艦ヤマト』が再放送の効果などもあり、社会現象となる。
1981年（昭和56年）10月15日、講談社が『ドラえもん』や『忍者ハットリくん』など藤子不二雄作品を看板作品とした先発の小学館の『月刊コロコロコミック』に対抗する形で月刊児童漫画雑誌『コミックボンボン』を創刊。対抗策として男子小中学生にブームとなっていたガンプラ記事を独占契約し、社会現象のガンプラブームの強力な牽引役となった。ガンプラ改造を題材にした漫画『プラモ狂四郎』も同様に社会現象ブームとなる。
昭和60年代のビックリマンシールブームの際はあまりの人気の為、全国的にロッテのビックリマンチョコが入手困難であった事から、『コミックボンボン』側では、カネボウフーズ（現：クラシエフーズ）のガムラツイスト・ラーメンばあ、エスキモー (森永乳業)の秘伝忍法帳のオマケシールの特集を毎号行い、別冊が発売される程のブームを作った。
1989年（平成元年）の武者ガンダムブームから始まった第二次ガンプラブームでは『コミックボンボン』はSDガンダム記事やカードダス記事を毎号特集し、この時期看板記事であったビックリマンブームや第一次ミニ四駆ブームが終了した『月刊コロコロコミック』の部数を追い抜いたという。
1982年（昭和57年）講談社が『週刊ヤングマガジン』で大友克洋によるSF漫画作品『AKIRA』を連載開始する。同作品は1988年(昭和63年)にアニメ映画化され、社会現象ブームとなった。現在も世界的な作品として全世界で読み継がれている。
1983年（昭和58年）講談社が『モーニング』にて弘兼憲史による漫画作品『課長島耕作』を連載開始する。
1986年（昭和61年）講談社が少年漫画雑誌『週刊少年マガジン』にて寺沢大介による『ミスター味っ子』を連載開始。少年少女向けのグルメ漫画ブームの先駆的作品となった。
1988年（昭和63年）10月3日、本駒込のフレーベル館発行・やなせたかし原作『それいけ!アンパンマン』が放映開始される。フレーベル館は「アンパンマン」の書籍は勿論、関連商品の拠点でもある。
1992年（平成4年）講談社が少女漫画雑誌『なかよし』にて武内直子による『美少女戦士セーラームーン』を連載開始する。少女達に社会現象ブームとなった。
1992年（平成4年）講談社が少年漫画雑誌『週刊少年マガジン』にて天樹征丸（原案→原作)、金成陽三郎（原作→脚本、降板)、さとうふみや（作画）による『金田一少年の事件簿』を連載開始する。小学館側の『週刊少年サンデー』の『名探偵コナン』と供に推理漫画・アニムブームが起きる。
1995年（平成7年）10月4日、SFアニメ『新世紀エヴァンゲリオン』が講談社系列の音羽のキングレコード株式会社のプロデューサー大月俊倫らにより放映開始。当初はアニメ・模型雑誌での評価は決して高くなかったが、アニメファンの青年・ティーンの少年少女達の応援により社会現象ブームとなった。今までキングレコードの存在を知らなかったアニメファンの少年少女達に全国的に知名度が飛躍的に高まった。

### 区名の由来
文京区は典型的な瑞祥地名である。区の名称は「文京」の名が簡潔で書きやすく、“文教の府”という区のイメージと一致しているとして、両区の区議会で採用された。その他の区名案には「京北区」「春日区」「湯島区」 「富士見区」「音羽区」「山手区」「白山区」「駒込区」「弥生区」「八千代区」「後楽区」「大和区」「曙区」「城北区」「常盤区」などがあった。

## 町名
文京区では、全域で住居表示に関する法律に基づく住居表示が実施されている。

### 文京区役所管内
| 町名         | 町区新設年月日 | 住居表示実施年月日 | 住居表示実施直前町名 | 備考 |
| ------------ | -------------- | ------------------ | --- | --- |
| 大塚一丁目   | 1966年4月1日   | 1966年4月1日       | 大塚町、大塚仲町、大塚上町、大塚辻町、大塚坂下町（以上全）、東青柳町、氷川下町、大塚窪町                                                            | |
| 大塚二丁目   | 1966年4月1日   | 1966年4月1日       | 大塚町、大塚仲町、大塚上町、大塚辻町、大塚坂下町（以上全）、東青柳町、氷川下町、大塚窪町                                                            | |
| 大塚三丁目   | 1966年4月1日   | 1966年4月1日       | 大塚町、大塚仲町、大塚上町、大塚辻町、大塚坂下町（以上全）、東青柳町、氷川下町、大塚窪町                                                            | |
| 大塚四丁目   | 1966年4月1日   | 1966年4月1日       | 大塚町、大塚仲町、大塚上町、大塚辻町、大塚坂下町（以上全）、東青柳町、氷川下町、大塚窪町                                                            | |
| 大塚五丁目   | 1966年4月1日   | 1966年4月1日       | 大塚町、大塚仲町、大塚上町、大塚辻町、大塚坂下町（以上全）、東青柳町、氷川下町、大塚窪町                                                            | |
| 大塚六丁目   | 1966年4月1日   | 1966年4月1日       | 大塚町、大塚仲町、大塚上町、大塚辻町、大塚坂下町（以上全）、東青柳町、氷川下町、大塚窪町                                                            | |
| 音羽一丁目   | 1967年1月1日   | 1967年1月1日       | 音羽町1〜3・6〜9（全）、音羽町4・5、桜木町、関口町、関口台町、小日向台町3、東青柳町、西青柳町、雑司ヶ谷町                                           | |
| 音羽二丁目   | 1967年1月1日   | 1967年1月1日       | 音羽町1〜3・6〜9（全）、音羽町4・5、桜木町、関口町、関口台町、小日向台町3、東青柳町、西青柳町、雑司ヶ谷町                                           | |
| 春日一丁目   | 1964年8月1日   | 1964年8月1日       | 小石川2、仲町、大門町、金富町（以上全）、春日町2、水道町、大和町、表町、第六天町、同心町                                                            | |
| 春日二丁目   | 1964年8月1日   | 1964年8月1日       | 小石川2、仲町、大門町、金富町（以上全）、春日町2、水道町、大和町、表町、第六天町、同心町                                                            | |
| 小石川一丁目 | 1964年8月1日   | 1964年8月1日       | 春日町3、初音町、富坂1・2、久堅町（以上全）、表町、竹早町、柳町、八千代町、戸崎町、白山御殿町、大塚窪町                                             | |
| 小石川二丁目 | 1964年8月1日   | 1964年8月1日       | 春日町3、初音町、富坂1・2、久堅町（以上全）、表町、竹早町、柳町、八千代町、戸崎町、白山御殿町、大塚窪町                                             | |
| 小石川三丁目 | 1964年8月1日   | 1964年8月1日       | 春日町3、初音町、富坂1・2、久堅町（以上全）、表町、竹早町、柳町、八千代町、戸崎町、白山御殿町、大塚窪町                                             | |
| 小石川四丁目 | 1964年8月1日   | 1964年8月1日       | 春日町3、初音町、富坂1・2、久堅町（以上全）、表町、竹早町、柳町、八千代町、戸崎町、白山御殿町、大塚窪町                                             | |
| 小石川五丁目 | 1966年4月1日   | 1966年4月1日       | 春日町3、初音町、富坂1・2、久堅町（以上全）、表町、竹早町、柳町、八千代町、戸崎町、白山御殿町、大塚窪町                                             | |
| 後楽一丁目   | 1964年8月1日   | 1964年8月1日       | 春日町1、小石川1、市兵衛河岸、新諏訪町、諏訪町（以上全）、江戸川町、大和町                                                                          | |
| 後楽二丁目   | 1964年8月1日   | 1964年8月1日       | 春日町1、小石川1、市兵衛河岸、新諏訪町、諏訪町（以上全）、江戸川町、大和町                                                                          | |
| 小日向一丁目 | 1966年4月1日   | 1966年4月1日       | 茗荷谷町、小日向台町1・2、清水谷町、三軒町（以上全）、小日向台町3、水道端2、第六天町、小日向水道町、桜木町、音羽町5、同心町、竹早町                 | |
| 小日向二丁目 | 1966年4月1日   | 1966年4月1日       | 茗荷谷町、小日向台町1・2、清水谷町、三軒町（以上全）、小日向台町3、水道端2、第六天町、小日向水道町、桜木町、音羽町5、同心町、竹早町                 | |
| 小日向三丁目 | 1966年4月1日   | 1966年4月1日       | 茗荷谷町、小日向台町1・2、清水谷町、三軒町（以上全）、小日向台町3、水道端2、第六天町、小日向水道町、桜木町、音羽町5、同心町、竹早町                 | |
| 小日向四丁目 | 1966年4月1日   | 1966年4月1日       | 茗荷谷町、小日向台町1・2、清水谷町、三軒町（以上全）、小日向台町3、水道端2、第六天町、小日向水道町、桜木町、音羽町5、同心町、竹早町                 | |
| 水道一丁目   | 1964年8月1日   | 1964年8月1日       | 西江戸川町、武島町、水道端1（以上全）、江戸川町、水道町、小日向水道町、水道端2                                                                      | |
| 水道二丁目   | 1966年4月1日   | 1966年4月1日       | 西江戸川町、武島町、水道端1（以上全）、江戸川町、水道町、小日向水道町、水道端2                                                                      | |
| 関口一丁目   | 1967年1月1日   | 1967年1月1日       | 小日向町、東古川町、西古川町、松ヶ枝町、関口水道町、関口駒井町（以上全）、関口町、関口台町、小日向水道町、桜木町                                    | |
| 関口二丁目   | 1967年1月1日   | 1967年1月1日       | 小日向町、東古川町、西古川町、松ヶ枝町、関口水道町、関口駒井町（以上全）、関口町、関口台町、小日向水道町、桜木町                                    | |
| 関口三丁目   | 1967年1月1日   | 1967年1月1日       | 小日向町、東古川町、西古川町、松ヶ枝町、関口水道町、関口駒井町（以上全）、関口町、関口台町、小日向水道町、桜木町                                    | |
| 千石一丁目   | 1967年1月1日   | 1967年1月1日       | 林町、西丸町、丸山町、大原町、宮下町、西原町1・2（以上全）、原町、駕籠町、白山御殿町、氷川下町                                                      | |
| 千石二丁目   | 1967年1月1日   | 1967年1月1日       | 林町、西丸町、丸山町、大原町、宮下町、西原町1・2（以上全）、原町、駕籠町、白山御殿町、氷川下町                                                      | |
| 千石三丁目   | 1967年1月1日   | 1967年1月1日       | 林町、西丸町、丸山町、大原町、宮下町、西原町1・2（以上全）、原町、駕籠町、白山御殿町、氷川下町                                                      | |
| 千石四丁目   | 1967年1月1日   | 1967年1月1日       | 林町、西丸町、丸山町、大原町、宮下町、西原町1・2（以上全）、原町、駕籠町、白山御殿町、氷川下町                                                      | |
| 千駄木一丁目 | 1965年4月1日   | 1965年4月1日       | 駒込坂下町（全）、駒込林町、駒込千駄木町、駒込動坂町                                                                                                | |
| 千駄木二丁目 | 1965年4月1日   | 1965年4月1日       | 駒込坂下町（全）、駒込林町、駒込千駄木町、駒込動坂町                                                                                                | |
| 千駄木三丁目 | 1965年4月1日   | 1965年4月1日       | 駒込坂下町（全）、駒込林町、駒込千駄木町、駒込動坂町                                                                                                | |
| 千駄木四丁目 | 1965年4月1日   | 1965年4月1日       | 駒込坂下町（全）、駒込林町、駒込千駄木町、駒込動坂町                                                                                                | |
| 千駄木五丁目 | 1965年4月1日   | 1965年4月1日       | 駒込坂下町（全）、駒込林町、駒込千駄木町、駒込動坂町                                                                                                | |
| 西片一丁目   | 1964年8月1日   | 1964年8月1日       | 駒込西片町（全）、田町、丸山福山町、柳町、駒込東片町、森川町                                                                                        | |
| 西片二丁目   | 1964年8月1日   | 1964年8月1日       | 駒込西片町（全）、田町、丸山福山町、柳町、駒込東片町、森川町                                                                                        | |
| 根津一丁目   | 1965年4月1日   | 1965年4月1日       | 根津須賀町、根津清水町、根津八重垣町、根津宮永町、根津藍染町、根津片町（以上全）、根津西須賀町、向ヶ丘弥生町                                        | 1967年1月1日付で町域が変更され、根津1丁目の一部を弥生1・2丁目に編入。当該編入区域の旧町名は向ヶ丘弥生町と根津西須賀町。 |
| 根津二丁目   | 1965年4月1日   | 1965年4月1日       | 根津須賀町、根津清水町、根津八重垣町、根津宮永町、根津藍染町、根津片町（以上全）、根津西須賀町、向ヶ丘弥生町                                        | 1967年1月1日付で町域が変更され、根津1丁目の一部を弥生1・2丁目に編入。当該編入区域の旧町名は向ヶ丘弥生町と根津西須賀町。 |
| 白山一丁目   | 1964年8月1日   | 1964年8月1日       | 指ヶ谷町、丸山新町、白山前町（以上全）、白山御殿町、原町、八千代町、丸山福山町、戸崎町                                                              | |
| 白山二丁目   | 1964年8月1日   | 1964年8月1日       | 指ヶ谷町、丸山新町、白山前町（以上全）、白山御殿町、原町、八千代町、丸山福山町、戸崎町                                                              | |
| 白山三丁目   | 1967年1月1日   | 1967年1月1日       | 指ヶ谷町、丸山新町、白山前町（以上全）、白山御殿町、原町、八千代町、丸山福山町、戸崎町                                                              | |
| 白山四丁目   | 1967年1月1日   | 1967年1月1日       | 指ヶ谷町、丸山新町、白山前町（以上全）、白山御殿町、原町、八千代町、丸山福山町、戸崎町                                                              | |
| 白山五丁目   | 1967年1月1日   | 1967年1月1日       | 指ヶ谷町、丸山新町、白山前町（以上全）、白山御殿町、原町、八千代町、丸山福山町、戸崎町                                                              | |
| 本郷一丁目   | 1965年4月1日   | 1965年4月1日       | 元町1・2、弓町1・2、真砂町、本郷1〜6、湯島6、春木町1〜3、金助町、菊坂町、台町、本富士町（以上全）、春日町2、田町、森川町、湯島両門町、龍岡町、湯島2 | |
| 本郷二丁目   | 1965年4月1日   | 1965年4月1日       | 元町1・2、弓町1・2、真砂町、本郷1〜6、湯島6、春木町1〜3、金助町、菊坂町、台町、本富士町（以上全）、春日町2、田町、森川町、湯島両門町、龍岡町、湯島2 | |
| 本郷三丁目   | 1965年4月1日   | 1965年4月1日       | 元町1・2、弓町1・2、真砂町、本郷1〜6、湯島6、春木町1〜3、金助町、菊坂町、台町、本富士町（以上全）、春日町2、田町、森川町、湯島両門町、龍岡町、湯島2 | |
| 本郷四丁目   | 1965年4月1日   | 1965年4月1日       | 元町1・2、弓町1・2、真砂町、本郷1〜6、湯島6、春木町1〜3、金助町、菊坂町、台町、本富士町（以上全）、春日町2、田町、森川町、湯島両門町、龍岡町、湯島2 | |
| 本郷五丁目   | 1965年4月1日   | 1965年4月1日       | 元町1・2、弓町1・2、真砂町、本郷1〜6、湯島6、春木町1〜3、金助町、菊坂町、台町、本富士町（以上全）、春日町2、田町、森川町、湯島両門町、龍岡町、湯島2 | |
| 本郷六丁目   | 1965年4月1日   | 1965年4月1日       | 元町1・2、弓町1・2、真砂町、本郷1〜6、湯島6、春木町1〜3、金助町、菊坂町、台町、本富士町（以上全）、春日町2、田町、森川町、湯島両門町、龍岡町、湯島2 | |
| 本郷七丁目   | 1965年4月1日   | 1965年4月1日       | 元町1・2、弓町1・2、真砂町、本郷1〜6、湯島6、春木町1〜3、金助町、菊坂町、台町、本富士町（以上全）、春日町2、田町、森川町、湯島両門町、龍岡町、湯島2 | |
| 本駒込一丁目 | 1966年4月1日   | 1966年4月1日       | 駒込曙町、駒込片町、駒込富士前町、駒込上富士前町、駒込吉祥寺町、駒込神明町（以上全）、駕籠町、駒込東片町、駒込浅嘉町、駒込動坂町                    | |
| 本駒込二丁目 | 1966年4月1日   | 1966年4月1日       | 駒込曙町、駒込片町、駒込富士前町、駒込上富士前町、駒込吉祥寺町、駒込神明町（以上全）、駕籠町、駒込東片町、駒込浅嘉町、駒込動坂町                    | |
| 本駒込三丁目 | 1966年4月1日   | 1966年4月1日       | 駒込曙町、駒込片町、駒込富士前町、駒込上富士前町、駒込吉祥寺町、駒込神明町（以上全）、駕籠町、駒込東片町、駒込浅嘉町、駒込動坂町                    | |
| 本駒込四丁目 | 1966年4月1日   | 1966年4月1日       | 駒込曙町、駒込片町、駒込富士前町、駒込上富士前町、駒込吉祥寺町、駒込神明町（以上全）、駕籠町、駒込東片町、駒込浅嘉町、駒込動坂町                    | |
| 本駒込五丁目 | 1966年4月1日   | 1966年4月1日       | 駒込曙町、駒込片町、駒込富士前町、駒込上富士前町、駒込吉祥寺町、駒込神明町（以上全）、駕籠町、駒込東片町、駒込浅嘉町、駒込動坂町                    | |
| 本駒込六丁目 | 1966年4月1日   | 1966年4月1日       | 駒込曙町、駒込片町、駒込富士前町、駒込上富士前町、駒込吉祥寺町、駒込神明町（以上全）、駕籠町、駒込東片町、駒込浅嘉町、駒込動坂町                    | |
| 向丘一丁目   | 1964年8月1日   | 1964年8月1日       | 駒込追分町、駒込肴町、駒込蓬莱町（以上全）、駒込東片町、駒込千駄木町、駒込浅嘉町、駒込林町                                                          | |
| 向丘二丁目   | 1964年8月1日   | 1964年8月1日       | 駒込追分町、駒込肴町、駒込蓬莱町（以上全）、駒込東片町、駒込千駄木町、駒込浅嘉町、駒込林町                                                          | |
| 目白台一丁目 | 1967年1月1日   | 1967年1月1日       | 高田老松町、高田豊川町（以上全）、雑司ヶ谷町、関口町、関口台町、西青柳町、音羽町4                                                                   | |
| 目白台二丁目 | 1967年1月1日   | 1967年1月1日       | 高田老松町、高田豊川町（以上全）、雑司ヶ谷町、関口町、関口台町、西青柳町、音羽町4                                                                   | |
| 目白台三丁目 | 1967年1月1日   | 1967年1月1日       | 高田老松町、高田豊川町（以上全）、雑司ヶ谷町、関口町、関口台町、西青柳町、音羽町4                                                                   | |
| 弥生一丁目   | 1965年4月1日   | 1965年4月1日       | 向ヶ丘弥生町、森川町 | 1967年1月1日付で町域が変更され、根津1丁目の一部を弥生1・2丁目に編入。当該編入区域の旧町名は向ヶ丘弥生町と根津西須賀町。 |
| 弥生二丁目   | 1965年4月1日   | 1965年4月1日       | 向ヶ丘弥生町、森川町 | 1967年1月1日付で町域が変更され、根津1丁目の一部を弥生1・2丁目に編入。当該編入区域の旧町名は向ヶ丘弥生町と根津西須賀町。 |
| 湯島一丁目   | 1965年1月1日   | 1965年1月1日       | 湯島1・3・4、妻恋町、湯島三組町、湯島新花町、湯島天神町1〜3、湯島同朋町、湯島切通坂町、湯島梅園町、湯島切通町（以上全）、湯島2、龍岡町、湯島両門町  | |
| 湯島二丁目   | 1965年1月1日   | 1965年1月1日       | 湯島1・3・4、妻恋町、湯島三組町、湯島新花町、湯島天神町1〜3、湯島同朋町、湯島切通坂町、湯島梅園町、湯島切通町（以上全）、湯島2、龍岡町、湯島両門町  | |
| 湯島三丁目   | 1965年1月1日   | 1965年1月1日       | 湯島1・3・4、妻恋町、湯島三組町、湯島新花町、湯島天神町1〜3、湯島同朋町、湯島切通坂町、湯島梅園町、湯島切通町（以上全）、湯島2、龍岡町、湯島両門町  | |
| 湯島四丁目   | 1965年1月1日   | 1965年1月1日       | 湯島1・3・4、妻恋町、湯島三組町、湯島新花町、湯島天神町1〜3、湯島同朋町、湯島切通坂町、湯島梅園町、湯島切通町（以上全）、湯島2、龍岡町、湯島両門町  | |

## 地域

### 祭事・催事

#### 文京花の五大まつり
- 文京梅まつり（毎年2月8日 - 3月8日、湯島天満宮境内）
- 文京さくらまつり（毎年4月初旬、播磨坂さくら並木）
- 文京つつじまつり（毎年5月ごろ、根津神社境内）
- 文京あじさいまつり（毎年6月ごろ、白山神社境内）
- 文京菊まつり（毎年11月1日〜23日、湯島天満宮境内）

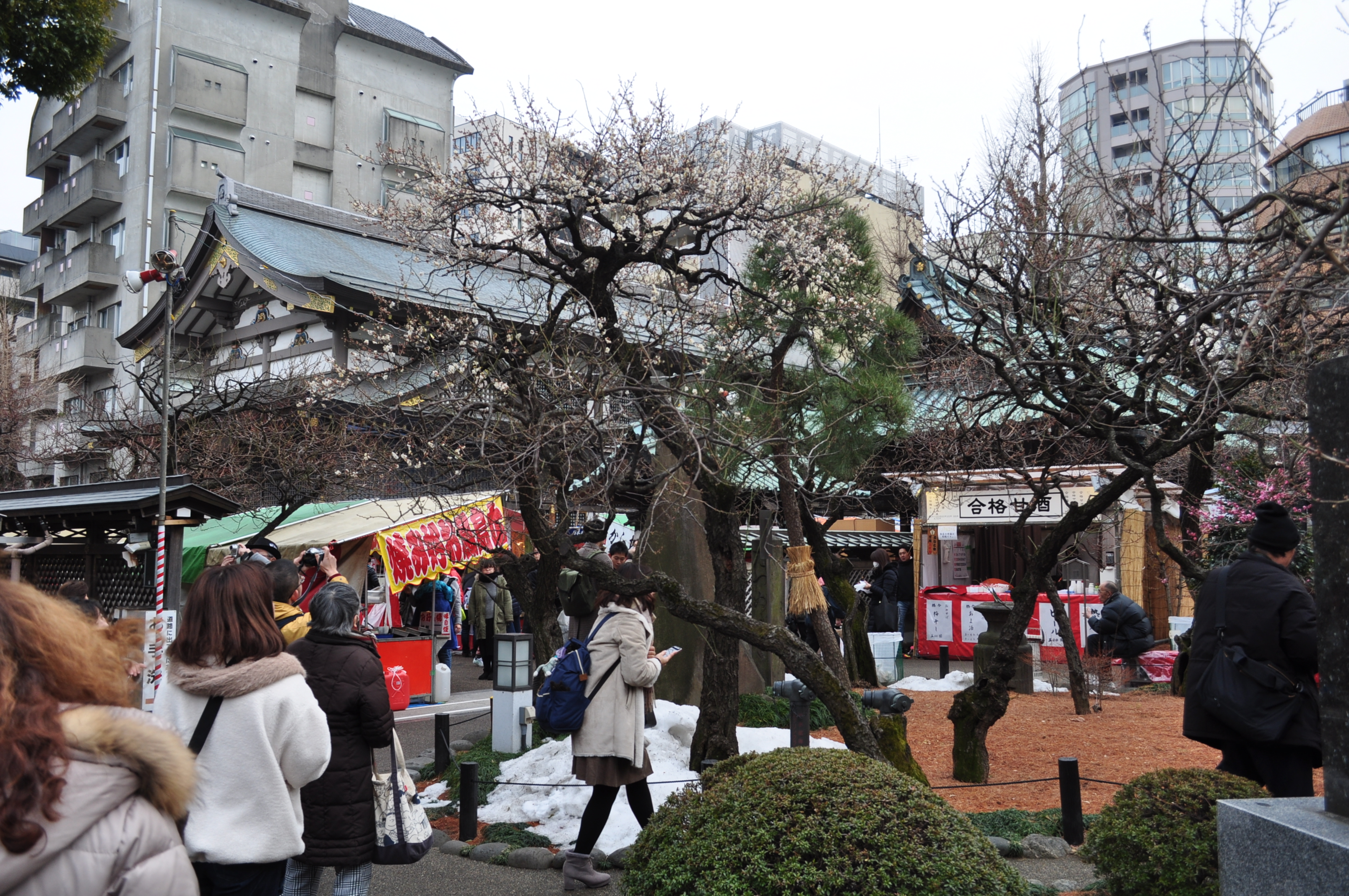
湯島天満宮 梅まつり（2018年2月3日撮影）
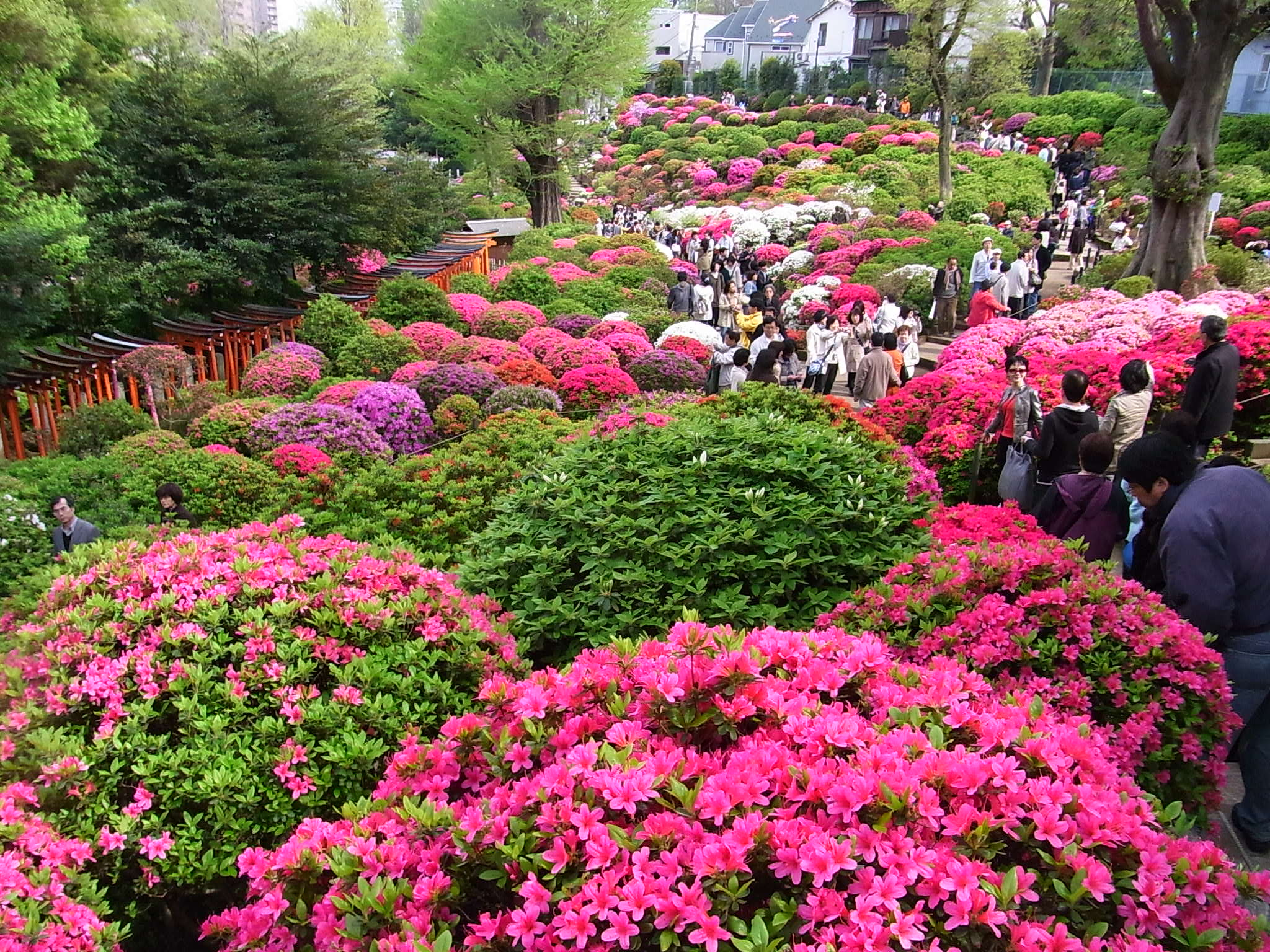
根津神社 つつじまつり（2010年4月24日撮影）
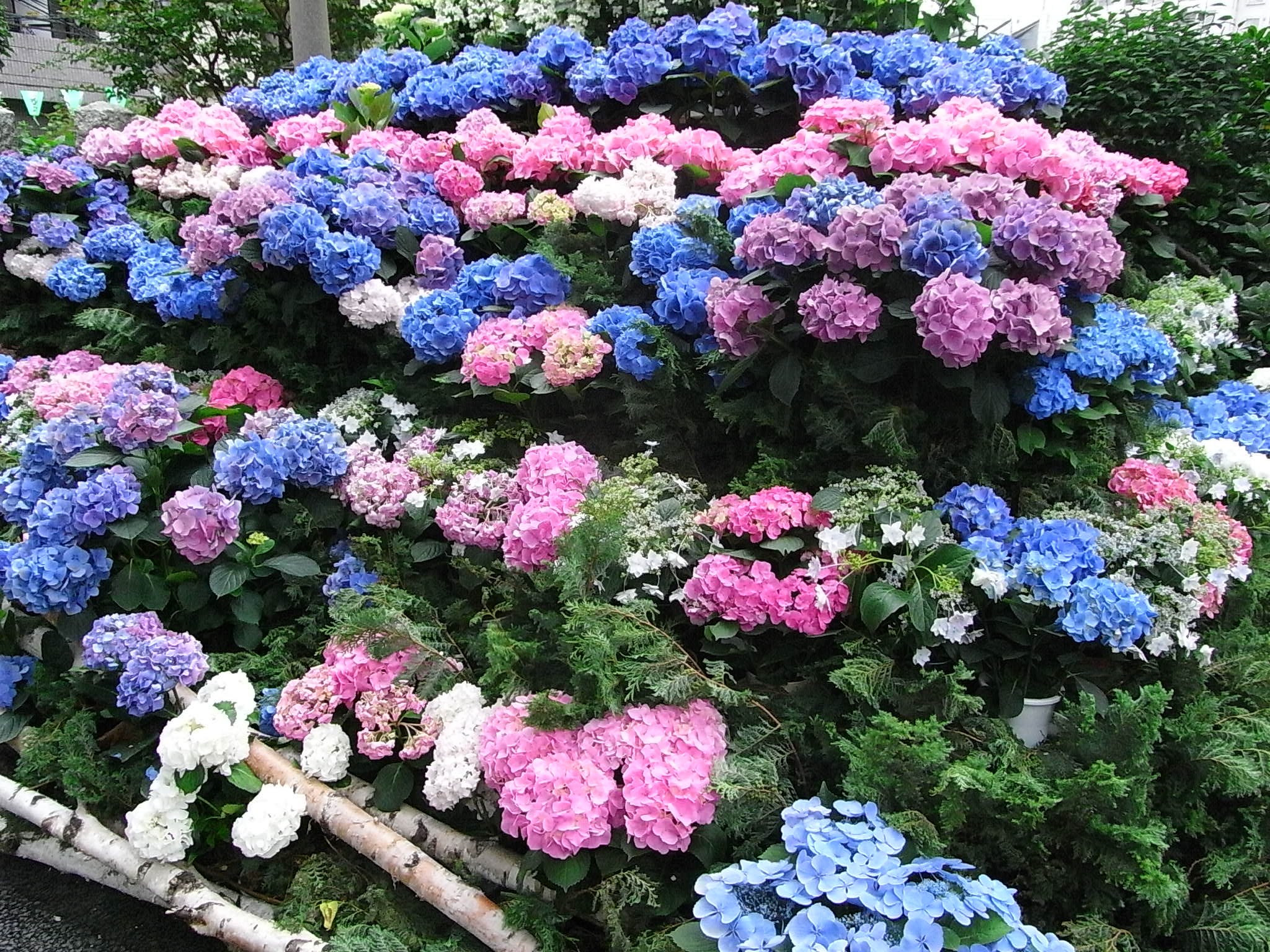
白山神社 あじさいまつり（2009年6月9日撮影）
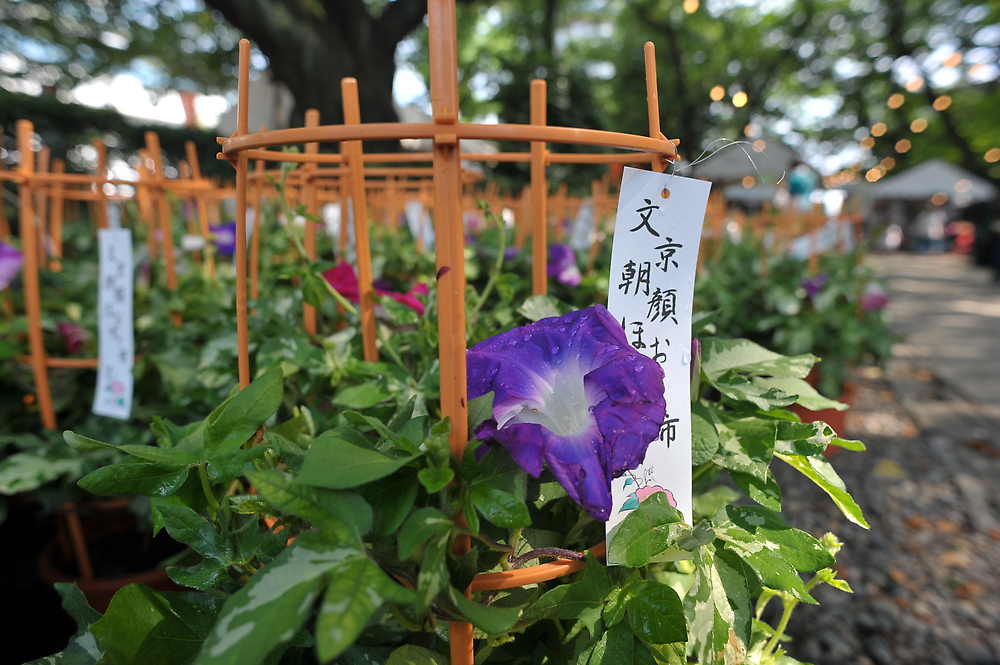
文京朝顔・ほおずき市

#### 祭事
- 文京朝顔・ほおずき市（7月、伝通院（朝顔市会場）及び源覚寺ほおずき市会場）
- 根津・千駄木下町まつり（10月、根津・千駄木）
- 文京一葉忌（樋口一葉を偲ぶ。11月23日、法真寺）
- 春日忌(春日局を偲ぶ。10月、麟祥院)

### 経済
出版・印刷業が盛んであり、区内製造業出荷額の7割を占める。特に出版社が多く集まる音羽から江戸川橋にかけて盛んである。本郷、湯島界隈は、大学病院など医療機関が集積していることから、医療機器産業や製薬産業（本社機能など）も多く、メディカルタウンとして有名である。また近年では教育・学習支援をはじめとした都市型産業が増加するとともに、東京大学をはじめ区内大学が有する研究成果や知的財産を活用すべく、大学発ベンチャー企業など、産学連携により産業界に新たな活力をもたらそうとする動きも出てきている。なお、区内の産業を活性化するために産業情報ネットワーク「BUN-NET」を区が運営していたが、平成21年（2009年）に廃止となった。

### ナンバープレート
文京区は、練馬ナンバー（東京運輸支局練馬自動車検査登録事務所）を割り当てられている。
練馬ナンバー割り当て地域
新宿区・文京区・中野区・豊島区・北区・練馬区

### メディア
- 東京ケーブルネットワーク (TCN) - 千代田区・荒川区にも提供

## 行政

### 区長
- 区長：成澤廣修（なりさわ ひろのぶ・5期目）
- 任期：2023年（令和5年）4月27日 - 2027年（令和9年）4月26日[6]

### 姉妹都市・提携都市
- カイザースラウテルン市（ドイツ、ラインラント＝プファルツ州）
  - 1988年3月
- 島根県津和野町
  - 2012年10月1日 相互協力・災害応援協定
- 新潟県魚沼市
  - 2013年4月8日 相互協力協定
- 山梨県甲州市
  - 2015年10月28日 相互協力協定
- 熊本県上天草市
  - 2017年2月17日 相互協力協定
- 広島県福山市
  - 2018年3月20日 相互協力協定（備後福山藩邸が区内にあった縁などによる）[7]
- 岩手県盛岡市
  - 2019年2月20日 友好都市提携[8]
- 石川県金沢市
  - 2019年8月4日 友好交流都市締結
- 通州区（中華人民共和国、北京市）
  - 2019年10月29日 友好都市提携
- 熊本県玉名市
  - 2019年11月7日 相互協力協定

## 議会

### 東京都議会
2025年東京都議会議員選挙
- 選挙区：文京区選挙区
- 定数：2人
- 投票日：2025年6月22日
- 当日有権者数：181,315人
- 投票率：51.91％

| 候補者名 | 当落 | 年齢 | 所属党派           | 新旧別 | 得票数   |
| -------- | ---- | ---- | ------------------ | ------ | -------- |
| 増子博樹 | 当   | 65   | 都民ファーストの会 | 現     | 43,262票 |
| 福手裕子 | 当   | 48   | 日本共産党         | 現     | 28,113票 |
| 中屋文孝 | 落   | 59   | 自由民主党         | 元     | 20,110票 |

2021年東京都議会議員選挙
- 選挙区：文京区選挙区
- 定数：2人
- 投票日：2021年7月4日
- 当日有権者数：180,945人
- 投票率：48.66%

| 候補者名 | 当落 | 年齢 | 党派名             | 新旧別 | 得票数   |
| -------- | ---- | ---- | ------------------ | ------ | -------- |
| 福手裕子 | 当   | 44   | 日本共産党         | 新     | 30,815票 |
| 増子博樹 | 当   | 61   | 都民ファーストの会 | 現     | 30,077票 |
| 中屋文孝 | 落   | 55   | 自由民主党         | 現     | 25,097票 |

2017年東京都議会議員選挙
- 選挙区：文京区選挙区
- 定数：2人
- 投票日：2017年7月2日
- 当日有権者数：173,155人
- 投票率：56.50%

| 候補者名 | 当落 | 年齢 | 党派名             | 新旧別 | 得票数   |
| -------- | ---- | ---- | ------------------ | ------ | -------- |
| 増子博樹 | 当   | 57   | 都民ファーストの会 | 元     | 42,185票 |
| 中屋文孝 | 当   | 55   | 自由民主党         | 現     | 26,997票 |
| 福手裕子 | 落   | 40   | 日本共産党         | 新     | 26,782票 |

### 衆議院
- 選挙区：東京10区（文京区、豊島区）
- 投票日：2024年10月27日
- 当日有権者数：417,850人
- 投票率：59.65％

| 当落 | 候補者名 | 年齢 | 所属党派     | 新旧別 | 得票数   | 重複 |
| ---- | -------- | ---- | ------------ | ------ | -------- | ---- |
| 当   | 鈴木隼人 | 47   | 自由民主党   | 前     | 93,490票 | ○    |
| 比当 | 鈴木庸介 | 48   | 立憲民主党   | 前     | 92,899票 | ○    |
|      | 永野裕子 | 52   | 日本維新の会 | 新     | 39,555票 | ○    |
|      | 安田伸   | 53   | 参政党       | 新     | 15,970票 |      |

## 公共機関
- 文京シビックセンター（文京区役所が所在。春日1-16-21）
- 文京シビックホール（文京シビックセンター内に所在。春日1-16-21）
- 飯田橋公共職業安定所（ハローワーク飯田橋）（後楽1-9-20）
  - 管轄地域には文京区のほかに、多くの企業の本社が所在する中央区や千代田区も抱え、「ハローワーク」としては日本最大規模である。
- 独立行政法人住宅金融支援機構本店（後楽1-4-10）

警視庁
- 駒込警察署（本駒込2-28-18）
  - 上富士前交番（本駒込5-3-4）
  - 動坂交番（本駒込3-18-16）
  - 団子坂交番（千駄木3-31-11）
  - 浅嘉交番（本駒込1-1-14）
- 富坂警察署（小石川2-14-2）
  - 春日交番（春日1-16-28）
  - 後楽交番（後楽2-1-8）
  - 竹早交番（小日向4-1-6）
  - 白山交番（白山2-39-1）
  - 千石一丁目交番（千石1-28-6）
  - 小石川御殿町交番（千石1-6-2）
  - 東京ドーム警備派出所（後楽1-3）
- 本富士警察署（本郷7-1-7）
  - 本郷交番（本郷4-2-1）
  - 壱岐坂交番（本郷1-11-10）
  - 天神町交番（湯島3-26-10）
  - 根津交番（根津1-18-11）
  - 弥生町交番（弥生1-1-1）
- 大塚警察署（音羽2-12-26）
  - 茗荷谷駅前交番（小石川5-5-7）
  - 大塚六丁目交番（文京区大塚5-13-11）
  - 護国寺前交番（大塚5-40-7）
  - 江戸川橋交番（関口1-23-1）
  - 目白台交番（目白台1-16-12）

東京消防庁
- 小石川消防署（白山3-3-1）特別消火中隊・救急隊1
  - 老松出張所（目白台1-20-14）救急隊無
  - 大塚出張所（大塚4-45-14）救急隊1
- 本郷消防署（本郷7-1-11）化学機動中隊・救急隊1
  - 駒込出張所（本駒込3-1-7）特別消火中隊・救急隊無
  - 根津出張所（弥生1-2-19）救急隊1

## 病院
太字は、東京都災害拠点病院に指定されている病院。
- 東京医科歯科大学附属病院
- 東京大学医学部附属病院
- 順天堂大学医学部附属順天堂医院
- 東京都立駒込病院
- 日本医科大学付属病院
- 東京健生病院
- 東都文京病院（2014年4月、株式会社日立製作所東京日立病院から移譲）

## 交通

### 鉄道
東京地下鉄（東京メトロ）
■ 丸ノ内線
- 新大塚駅 - 茗荷谷駅 - 後楽園駅 - 本郷三丁目駅 - 御茶ノ水駅

■ 南北線
- 本駒込駅 - 東大前駅 - 後楽園駅

■ 有楽町線
- 護国寺駅 - 江戸川橋駅

■ 千代田線
- 千駄木駅 - 根津駅 - 湯島駅

東京都交通局（都営地下鉄）
■ 三田線
- 千石駅 - 白山駅 - 春日駅 - 水道橋駅

■ 大江戸線
- 本郷三丁目駅 - 春日駅 - 飯田橋駅

このほか、東日本旅客鉄道（JR）山手線および湘南新宿ライン（山手貨物線）が区内を通過しているが、駅はない。

### 道路
首都高速道路
- 5号池袋線が区南西を横切り、池袋方面から、目白台に護国寺出入口、新宿区と接して早稲田出口、飯田橋出入口と神田方面に続く。

国道
- 国道17号 - 日本橋起点の国道17号は、御茶ノ水付近から区中央を本郷通り、旧白山通り、白山通りとして横断し巣鴨方面へ抜け、新潟市まで至る。
- 国道254号 - 本郷3丁目交差点を起点に国道254号は池袋・川越方面に抜け、群馬県を経由して長野県まで至る。区内では春日通りの一部がこの国道になる。

都道
- 目白通り（東京都道8号千代田練馬田無線）
- 本郷通り（東京都道403号大手町湯島線、東京都道455号本郷赤羽線）
- 外堀通り（東京都道405号外濠環状線）
- 音羽通り（東京都道435号音羽池袋線）
- プラタナス通り（東京都道436号小石川西巣鴨線）
- 不忍通り（東京都道437号秋葉原雑司ヶ谷線）
- 団子坂（東京都道452号神田白山線）
- 春日通り(東京都道453号本郷亀戸線)
- 道灌山通り（東京都道457号駒込宮地線）

### バス路線
- 都営バス（区内に大塚支所（大塚）が設けられていたが、2015年3月29日をもって閉所）
  - 巣鴨営業所
  - 小滝橋営業所
  - 早稲田営業所
  - 北営業所
  - 練馬支所
  - 千住営業所
  - 青戸支所
- コミュニティバス「Bーぐる」（日立自動車交通による運行。2007年4月26日から運行開始）

## 学校・教育

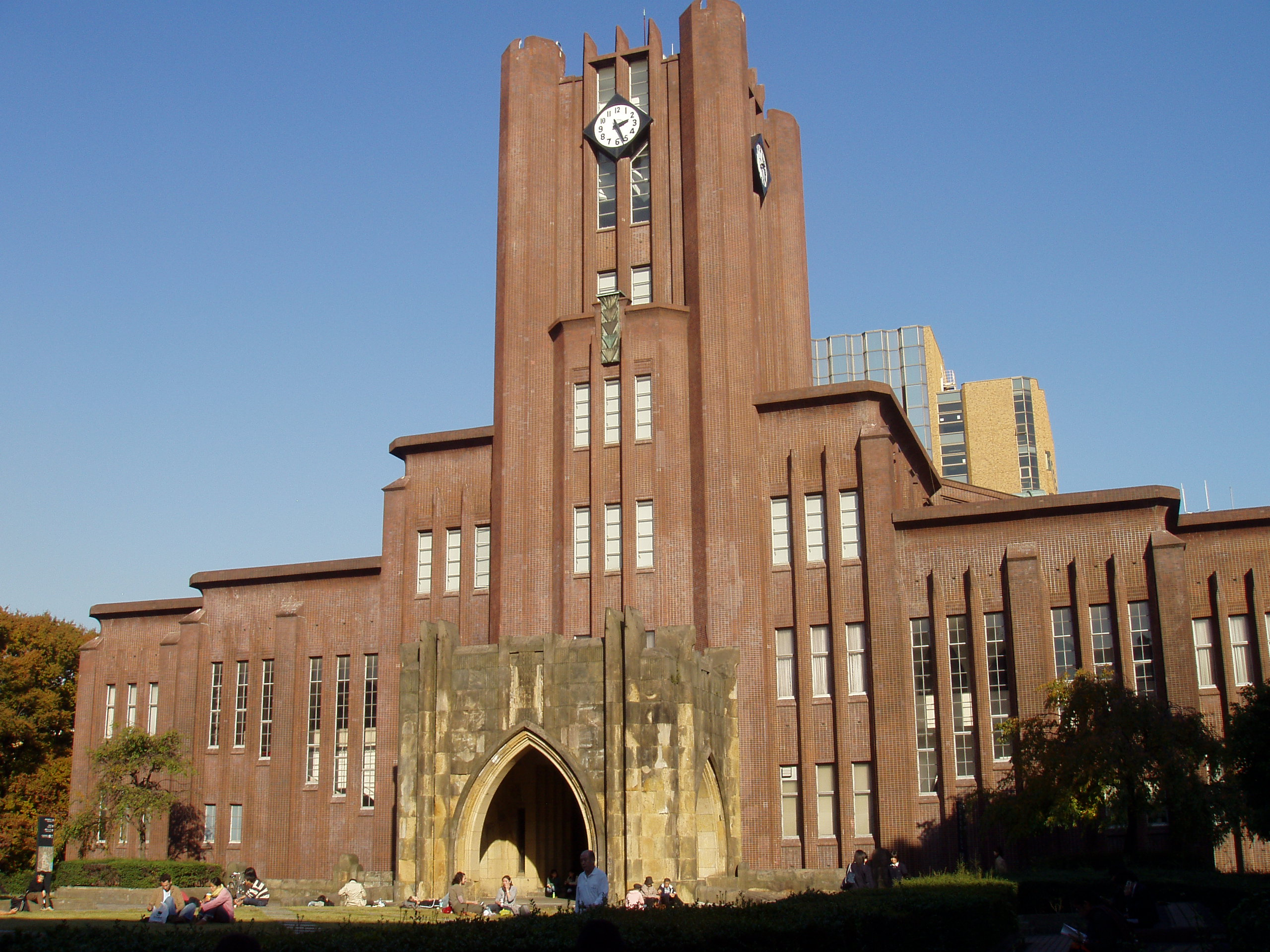
東京大学安田講堂

文京区は、区が自らを「文の京」と位置づけているように、東京大学をはじめとして、区の規模に比すると比較的多くの教育機関が所在する。

### 大学・短期大学
国立
- お茶の水女子大学
- 筑波大学 東京キャンパス
- 東京大学 本郷地区キャンパス
- 東京科学大学 湯島キャンパス

私立
- 跡見学園女子大学 茗荷谷キャンパス
- 拓殖大学 文京キャンパス
- 中央大学 後楽園キャンパス・茗荷谷キャンパス
- 放送大学文京学習センター
- 東邦音楽大学 文京キャンパス
- 東邦音楽短期大学
- 東洋学園大学 本郷キャンパス
- 東洋大学 白山キャンパス・白山第2キャンパス
- 日本医科大学 千駄木校舎
- 日本女子大学 目白キャンパス
- 文京学院大学 本郷キャンパス
- 貞静学園短期大学
- 国際仏教学大学院大学

### 中等教育学校
都立
- 東京都立小石川中等教育学校

### 高等学校
国立
- お茶の水女子大学附属高等学校
- 筑波大学附属高等学校

都立
- 東京都立工芸高等学校
- 東京都立竹早高等学校
- 東京都立向丘高等学校

私立
- 跡見学園高等学校
- 郁文館高等学校
- 郁文館グローバル高等学校
- 桜蔭高等学校
- 京華高等学校
- 京華女子高等学校
- 駒込高等学校
- 小石川淑徳学園高等学校
- 昭和第一高等学校
- 中央大学高等学校
- 貞静学園高等学校
- 広尾学園小石川高等学校
- 東邦音楽大学附属東邦高等学校
- 東洋女子高等学校
- 東洋大学京北高等学校
- 獨協高等学校
- 日本大学豊山高等学校
- 文京学院大学女子高等学校

### 特別支援学校
- 筑波大学附属大塚特別支援学校
- 筑波大学附属視覚特別支援学校
- 東京都立文京盲学校

### 中学校
国立
- お茶の水女子大学附属中学校
- 筑波大学附属中学校
- 東京学芸大学附属竹早中学校

区立
- 文京区立第一中学校
- 文京区立第三中学校
- 文京区立第六中学校
- 文京区立第八中学校
- 文京区立第九中学校
- 文京区立第十中学校
- 文京区立文林中学校
- 文京区立本郷台中学校
- 文京区立茗台中学校
- 文京区立音羽中学校

#### 廃校
- 文京区立第二中学校
- 文京区立第四中学校
- 文京区立第五中学校
- 文京区立第七中学校

私立
- 跡見学園中学校
- 郁文館中学校
- 桜蔭中学校
- 京華女子中学校
- 京華中学校
- 駒込中学校
- 小石川淑徳学園中学校
- 貞静学園中学校
- 東邦音楽大学附属東邦中学校
- 東洋大学京北中学校
- 獨協中学校
- 日本大学豊山中学校
- 文京学院大学女子中学校
- 広尾学園小石川中学校

### 小学校
国立
- お茶の水女子大学附属小学校
- 筑波大学附属小学校
- 東京学芸大学附属竹早小学校

区立
- 文京区立青柳小学校
- 文京区立大塚小学校
- 文京区立駕籠町小学校
- 文京区立金富小学校
- 文京区立窪町小学校
- 文京区立小日向台町小学校
- 文京区立駒本小学校
- 文京区立指ケ谷小学校
- 文京区立汐見小学校
- 文京区立昭和小学校
- 文京区立誠之小学校
- 文京区立関口台町小学校
- 文京区立千駄木小学校
- 文京区立根津小学校
- 文京区立林町小学校
- 文京区立本郷小学校
- 文京区立明化小学校
- 文京区立柳町小学校
- 文京区立湯島小学校
- 文京区立礫川小学校

#### 廃校
- 黒田小学校
- 富士前小学校
- 御殿町小学校
- 追分小学校
- 真砂小学校
- 元町小学校
- （旧）本郷小学校
- （文京区立）竹早小学校

私立
- 日本女子大学附属豊明小学校

### 幼稚園
国立
- お茶の水女子大学附属幼稚園
- 東京学芸大学附属幼稚園竹早園舎

区立
- 青柳幼稚園
- お茶の水女子大学こども園
- 後楽幼稚園
- 小日向台町幼稚園
- 千駄木幼稚園
- 第一幼稚園
- 根津幼稚園
- 本駒込幼稚園
- 明化幼稚園
- 柳町幼稚園
- 湯島幼稚園

私立
- 愛星幼稚園
- 音羽幼稚園
- 京北幼稚園
- 彰栄幼稚園
- 諸聖徒幼稚園
- 聖園幼稚園
- 大日坂幼稚園
- 中央会堂幼稚園
- 貞静幼稚園
- 同仁美登里幼稚園
- 日本女子大学附属豊明幼稚園
- 福寿幼稚園
- 文京学院大学文京幼稚園
- 明照幼稚園
- 大和郷幼稚園
- 弓町本郷幼稚園

### 保育園
公立
- 藍染保育園
- 青柳保育園
- 大塚保育園
- 文京区立お茶の水女子大学こども園
- こひなた保育園
- 駒込保育園
- さしがや保育園
- しおみ保育園
- 水道保育園
- 千石保育園
- 千石西保育園
- 久堅保育園
- 本郷保育園
- 本駒込保育園
- 本駒込西保育園
- 本駒込南保育園
- 向丘保育園
- 目白台保育園

私立
- 慈愛会保育園
- たんぽぽ保育園
- どんぐり保育園
- ひかり保育園
- まぁむ東大前園

### その他
- 北京中医薬大学日本校
- 学校講道館
- 東京バプテスト神学校
- Kバレエスクール（バレエ学校）

## 住宅団地
- UR 文京グリーンコート
- UR 大塚窪町団地 - 大塚 市街地住宅 賃貸44 1963年 現存 譲渡返還
- UR 富士前団地 - 本駒込 男子単身 賃貸298 1960年 本駒込二丁目に改称後、建替え
- 都営後楽園第1アパート春日 - 1958年
- 都営第2後楽園アパート春日 - 1958年
- 都営小日向二丁目アパート小日向 - 1999年
- 都営大塚アパート大塚 - 1960年
- 都営第2大塚アパート大塚 - 1962-1965年
- 都営本郷一丁目アパート本郷 - 1971年
- 都営文京真砂アパート本郷 - 1967年
- 都営本郷四丁目アパート本郷 - 1995年
- 都営本駒込四丁目アパート本駒込 - 1971年

## 名所・旧跡・観光スポット
- 講道館 - 柔道の聖地（嘉納治五郎）
- 蕉雨園 - 椿山荘に隣接する、田中光顕邸宅跡。明治30年築の貴重な建物が敷地内にある。現在は講談社が所有している。普段は非公開。
- 椿山荘 - 都内の代表的なホテル。山縣有朋によって作られた日本庭園が名園として知られる。
- 東京大学本郷地区キャンパス
  - 赤門 - 第11代将軍徳川家斉の溶姫が加賀前田家第13代前田斉泰に嫁入りした際に建てられた門。国の重要文化財に指定されている。
  - 東京大学安田講堂
  - 東京大学三四郎池 - 夏目漱石『三四郎』の舞台。正式名称は育徳園心字池。
- 東京ドーム - 読売ジャイアンツの本拠地で、コンサート会場としても使用される。
- 東京ドームシティ（東京ドームシティアトラクションズ(旧後楽園ゆうえんち)、ラクーアなど）
- 文京区役所（シビックセンター）
- 播磨坂さくら並木
- 谷根千（谷中・根津・千駄木） - 古くからの町並みが残る下町地区。それぞれ一文字ずつ取り"やねせん"と呼ばれている。

### 美術館・博物館
- 文京ふるさと歴史館
- 印刷博物館 - 印刷文化の展示。ケリー自動高速輪転印刷機、ケルムスコット・プレス刊本「チョーサー著作集」など。水道。
- 永青文庫 - 旧熊本藩主細川家の所蔵品を展示する私立美術館
- オルゴールの小さな博物館 - 日本で最初のオルゴールの博物館
- 講談社野間記念館 - 講談社の創設者の野間清治の記念館
- 竹久夢二美術館 - 弥生美術館に併設される竹久夢二の作品を展示する私立美術館
- 立原道造記念館 - 東大弥生門前。詩人、建築家としての作品展示。
- 東京大学総合研究博物館
- トーキョーワンダーサイト - 東京都運営の若手芸術家向け美術館
- 東洋文庫
- 成川美術館
- 日本サッカーミュージアム - 日本サッカー協会内
- 鳩山会館 - 政治家・鳩山家（鳩山一郎・鳩山由紀夫・鳩山邦夫など）の記念館。
- 三菱史料館（旧岩崎邸） - ジョサイア・コンドル設計、三菱財閥創始者・岩崎家本邸。池之端。
- 弥生美術館 - 主に大正から昭和初期にかけての抒情画や、雑誌・漫画などの出版美術を展示。
- 野球殿堂博物館 - 東京ドーム内。日本の野球殿堂として知られる。
- 礫川浮世絵美術館 - 江戸の風俗絵画・浮世絵の展示。礫川はこいしかわ。
- 東京都水道歴史館

### 庭園・公園

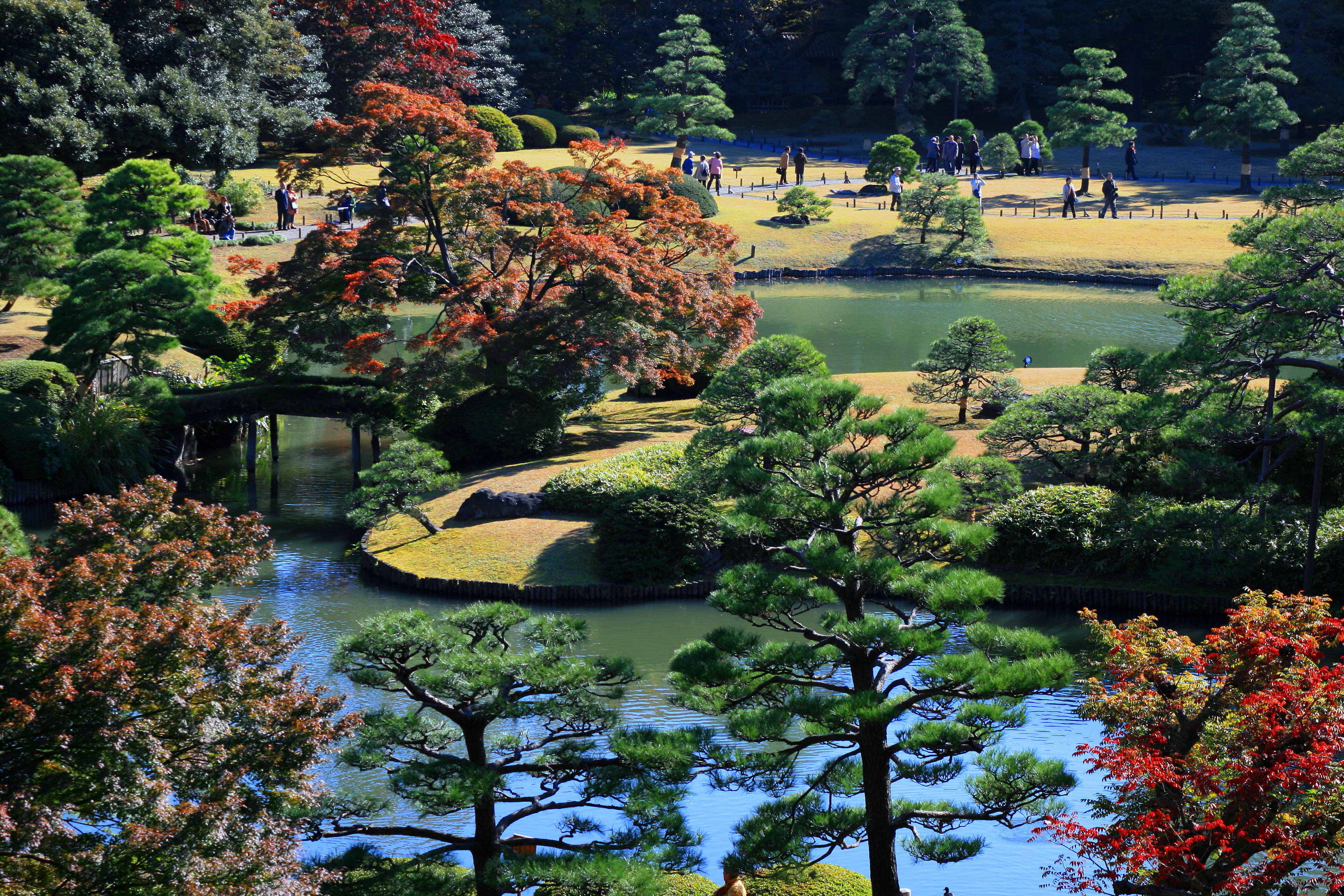
秋の六義園

- 小石川後楽園 - 水戸徳川家ゆかりの泉水庭園（史跡・名勝）
- 関口芭蕉庵 - かつて松尾芭蕉の住んでいた住居跡。戦後に復元された建物と庭園がある。目白台。
- 肥後細川庭園 - 細川家の邸宅跡地。回遊式泉水庭園を主体とした公園。目白台にある。細川護煕元首相、弟の近衞忠煇も少年時代を過ごした。
- 東京大学大学院理学系研究科附属植物園（小石川植物園）
- 東京都戦没者霊苑 - 第二次世界大戦における戦没者を祀る東京都の慰霊施設。礫川公園に隣接。
- 六義園 - 柳沢吉保が造成した庭園
- 礫川公園 - 小石川台地の東端に二段構成で造られた、イタリアルネッサンス式の造園手法カスケード。春日局像が建つ。
- 千石緑地-徳川慶喜が水戸徳川家から養子入りした一橋徳川家12代徳川宗敬から1989年（平成元年）10月に、出来るだけ樹林域を末永く残すように配慮することを条件に文京区に寄付された。
- 木戸坂 - 木戸孝允別邸跡。当時の庭園が残る。

### 宗教施設・墓地・記念碑
- 石川啄木終焉の地 - 石碑。小石川図書館に近く、同図書館でパンフレットを配布している。
- 大塚先儒墓所 - 儒葬墓地。江戸時代の儒学者が葬られている。
- 小石川大神宮 - 伊勢神宮の分社
- 護国寺 - 徳川綱吉母の桂昌院の発願によって創建された寺院。大隈重信、山縣有朋、田中光顕らの墓がある。
- 櫻木神社 - 学問の神様である菅原道真を祭った神社。本郷3丁目交差点すぐそば。
- 伝通院 - 無量山傳通院寿経寺。徳川家康の生母於大の方の菩提寺、永井荷風「伝通院」の舞台。
- 東京カテドラル聖マリア大聖堂 - カトリック東京大司教区司教座聖堂。建物は丹下健三の代表的建築の一つとして知られる。
- 豊島岡墓地 - 皇族墓地。明治以降の皇族が埋葬されている。通常は参観不可。
- 三河稲荷神社 - 徳川家康入国時、戦勝祈願などにより三河から江戸へ奉遷した神社。
- 湯島聖堂 - 徳川五代将軍綱吉によって建てられた孔子廟。昌平坂学問所跡。
- 湯島天満宮 - 通称:湯島天神。学問の神様である菅原道真を祭った神社。内庭に梅園があり、春先の二月から三月にかけて、梅まつりが行われる。
- 根津神社 - 近隣に住んだ多くの文豪とゆかりが深い。つつじの名所としても知られる。
- 伝明寺 - 通称藤寺と呼ばれて、親しまれている。

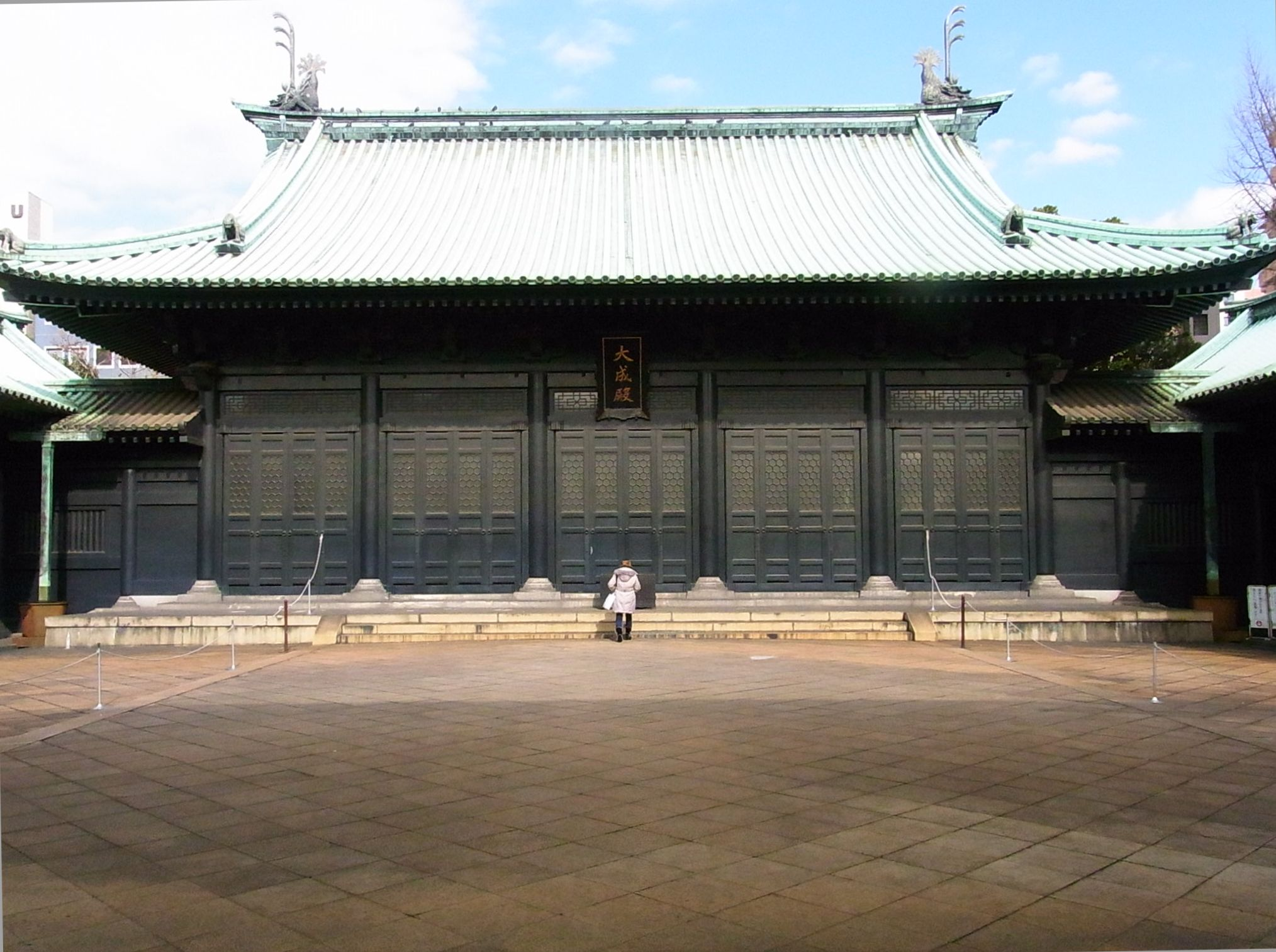
湯島聖堂 大成殿（孔子廟)（2010年2月3日撮影）
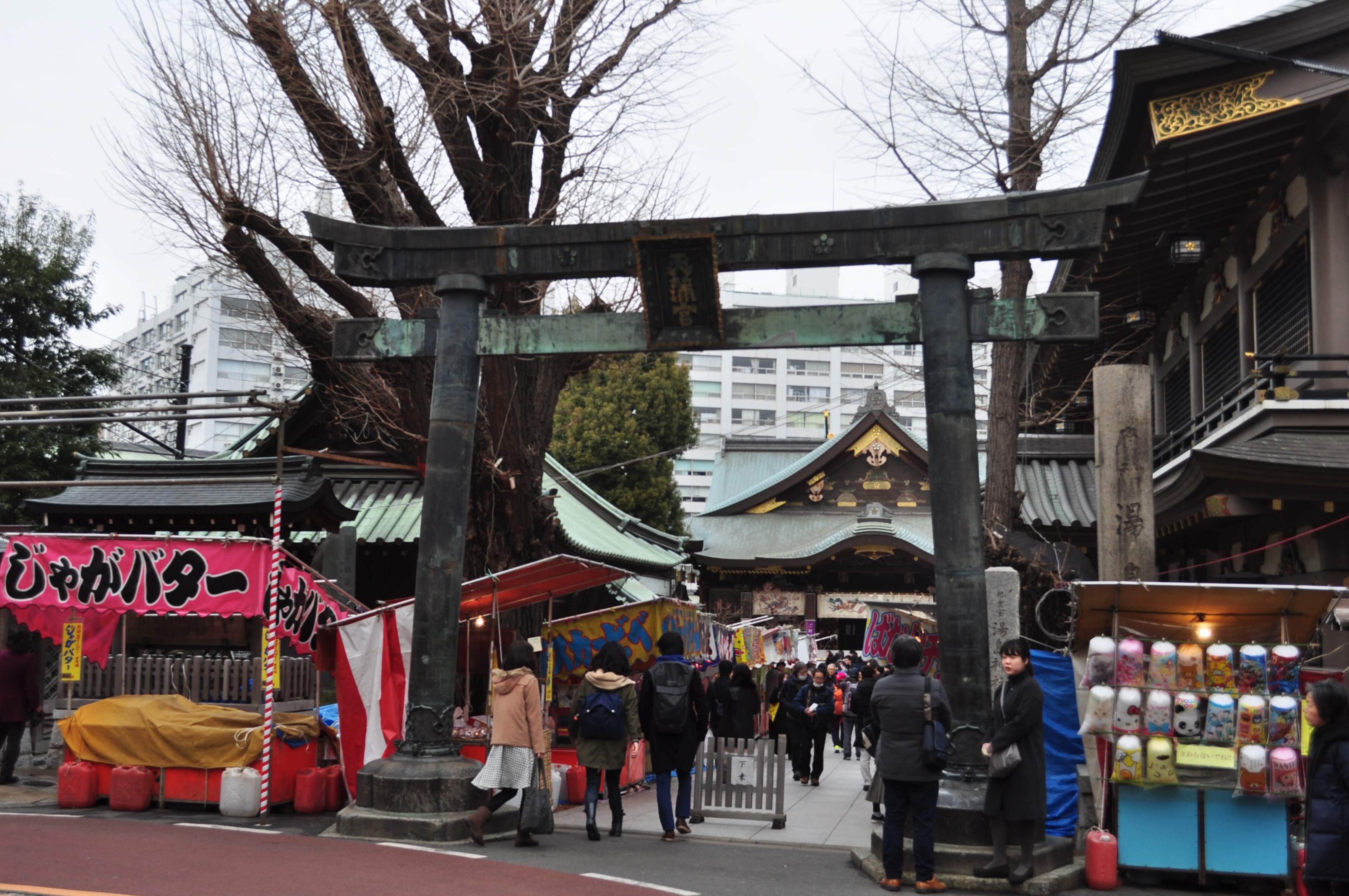
湯島天満宮 鳥居（2018年2月3日撮影）
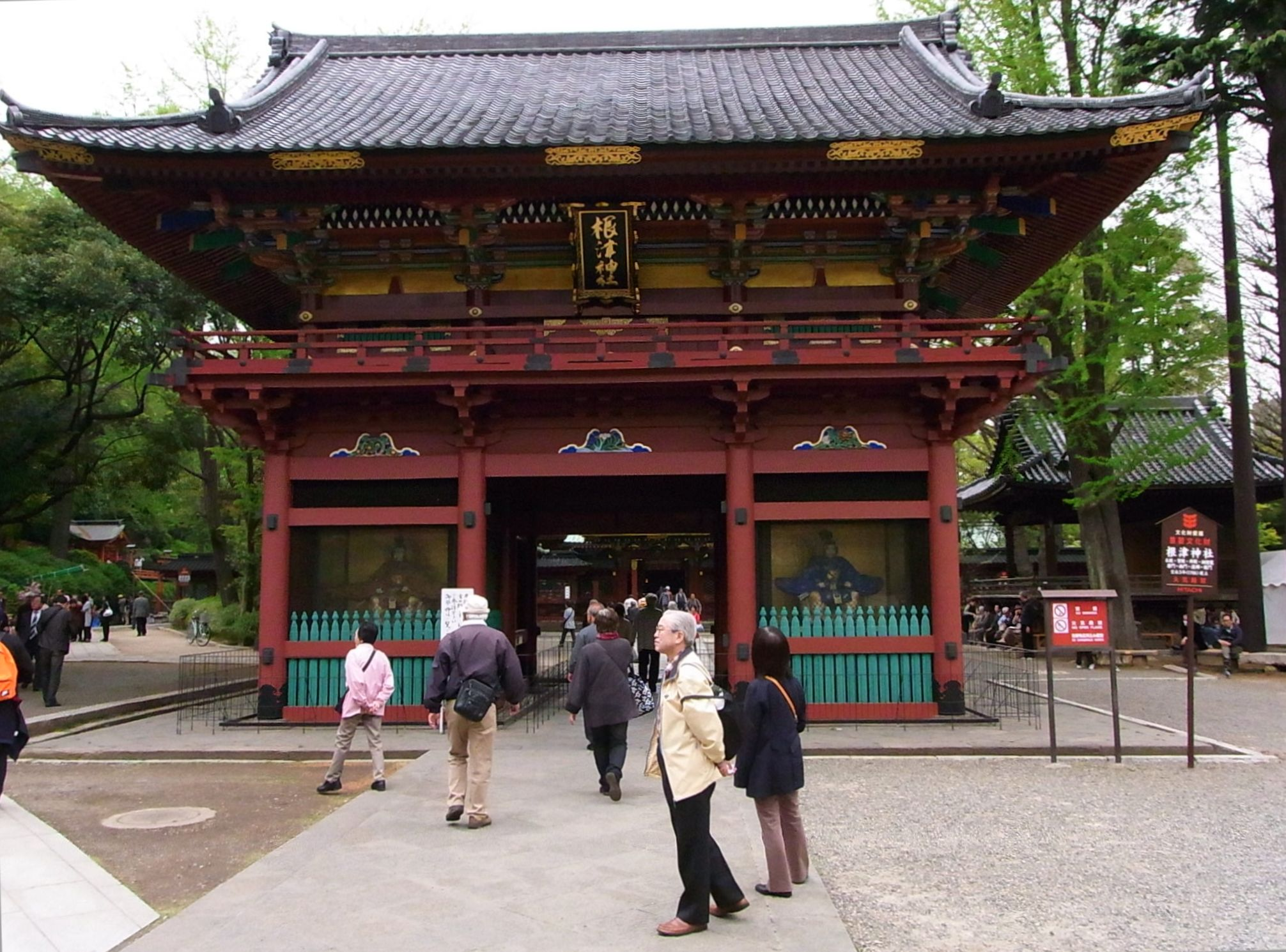
根津神社（2011年4月22日撮影）

## 商業・興行

### ホテル・旅館
- 東京ドームホテル
- ホテル椿山荘東京

また、朝陽館本館（1904年ごろ開業/2016年3月閉業）、鳳明館、太栄館などの旅館も点在する。

### プロ野球チーム
フランチャイズ制度が確立した1952年以後に拠点を置いたチームを記す。全て後楽園（巨人、日本ハムは1988年以後東京ドーム）を本拠地としている。
- 読売ジャイアンツ（1952年 - ）
- 国鉄スワローズ（1952年 - 1963年）
- セネタース→東急（急映）フライヤーズ→東映フライヤーズ→日拓ホームフライヤーズ→日本ハムファイターズ（1952年 - 1953年シーズン途中、1964年 - 2003年）
- 毎日→大毎オリオンズ（1952年 - 1962年シーズン途中）
- 大映スターズ→ユニオンズ（1952年 - 1957年）

## 区内に本社を置く企業
- 講談社（音羽） - 総合出版社
- 光文社（音羽） - 総合出版社
- キングレコード（音羽） - レコード会社
- 東京ドーム（後楽） - サービス業。東京ドーム、後楽園ホールなどの運営
- トヨタ自動車東京本社（後楽） - 自動車メーカー。登記上の本店は愛知県豊田市
- 芳文社（後楽） - 漫画専門の娯楽出版社
- 五洋建設（後楽） - 建設会社
- サカタインクス東京本社（後楽） - 化学メーカー。登記上の本店は大阪市西区
- はせがわ東京本社（後楽） - 小売業。登記上の本店は福岡市博多区
- エーザイ（小石川） - 製薬会社
- 太田胃散（千石） - 製薬会社
- 共同印刷（小石川） - 印刷会社
- 科研製薬（本駒込） - 製薬会社
- 文化シヤッター（西片） - シャッターなどの住宅建具会社
- ニチバン（関口） - セロハンテープなどの製造業
- 藤田観光（関口） - 椿山荘やワシントンホテルなどの宿泊・レジャー施設を運営する企業
- 玉露園食品工業（関口） - 昆布茶などの食品会社
- フクダ電子（本郷） - 電気機器会社
- オカモト（本郷） - コンドームなどの化学工業会社
- 泉工医科工業（本郷） - 医療機器会社
- ビッグホリデー（本郷） - 旅行代理店
- 不二家（大塚） - 製菓会社。ヤマザキグループ。2008年に銀座から本社移転
- ヨネックス（湯島） - スポーツ用品会社
- 外装専科（大塚） - 外壁改修工事
- 医学書院（本郷） - 医学系出版社
- 福音館書店（本駒込） - 児童書出版社
- 図書館流通センター（大塚） - 図書館支援サービス会社
- 全薬工業（大塚） - 製薬会社
- イチカワ（本郷） - フエルトメーカー
- パイオニア（本駒込） - 車載機器メーカー。2016年に川崎市から本社移転
- 太平洋セメント（小石川） - セメントメーカー。2020年に台場から本社移転
- 良品計画（後楽） - 無印良品を中心とした専門店事業の運営・製造・販売

### 区内を発祥とする企業
- 湖池屋 - スナック菓子メーカー。1953年、本駒込にて創業。現在の本社は板橋区成増

## 出身者
旧本郷区、旧小石川区の出身有名人については本郷区、小石川区を参照

### 政治
- 鳩山威一郎 - 政治家
- 鳩山由紀夫 - 政治家
- 鳩山邦夫 - 政治家
- 鳩山二郎 - 政治家
- 田中眞紀子 - 政治家
- 椎名素夫 - 政治家
- 杉本和巳 - 政治家
- 小渕優子 - 政治家
- 穂積亮次 - 政治家
- 高山智司 - 政治家
- 赤沢亮正 - 政治家

### 文芸
- 吉本ばなな - 小説家
- 五百香ノエル - 小説家
- 喜多嶋隆 - 小説家
- 大松達知 - 歌人
- 陸直次郎 - 作家
- 逢坂剛 - 小説家、推理作家
- 篠田真由美 - 小説家、推理作家

### 芸能
- あいだもも - タレント
- エドガー・サリヴァン、バンド
- 大滝秀治 - 俳優
- 奈良岡朋子 - 女優、声優
- 三波伸介 (初代) - コメディアン、俳優、司会者、タレント
- 18世中村勘三郎 - 歌舞伎役者
- 6代目中村勘九郎 - 歌舞伎役者（18世勘三郎の長男）
- 2代目中村七之助 - 歌舞伎役者（18世勘三郎の次男）
- 大和悠河 - 元宝塚歌劇団宙組トップスター
- 悠未ひろ - 元宝塚歌劇団宙組男役
- 紫藤りゅう - 元宝塚歌劇団宙組男役
- 礼華はる - 宝塚歌劇団月組男役
- 三遊亭若圓歌 - 落語家
- 高部知子 - 女優
- 石田夏子 - 元女優
- 市村菊子 - 女優
- 安田成美 - 女優
- 大原麗子 - 女優
- 安部恭弘 - 歌手、作曲家、音楽プロデューサー
- 譜久村聖 - 歌手
- 渡辺英樹 - 歌手・ベーシスト (C-C-B)
- 滝沢由佳 - ミュージカル俳優
- 野々村真 - タレント
- おのののか - タレント
- 角田晃広 - お笑いタレント東京03のメンバー
- ジェーン・スー - ラジオDJ、コラムニスト
- 小林政広 - 映画監督、脚本家
- 高橋美紀 - 声優
- 石川界人 - 声優
- 宇多丸 - RHYMESTER・MC
- 斉藤美和子 - 歌手
- 皆口裕子 - 声優
- 佐久間正英 - 歌手

### アナウンサー
- 道傳愛子 - NHK解説委員・元アナウンサー
- 三上弥 - NHKシニアアナウンサー[10]
- 脊山麻理子 - 元日本テレビアナウンサー
- 千田正穂 - 元NHKアナウンサー
- 佐藤義朗 - 元日本テレビアナウンサー
- 秦令欧奈 - 関西テレビアナウンサー

### スポーツ
- 新井靖明 - プロバスケットボール選手 （bjリーグ・埼玉ブロンコス所属）
- 石井直方 - 東京大学名誉教授、運動生理学者、ボディビルダー、パワーリフティング選手
- 土屋征夫 - サッカー選手
- 西村修 - プロレスラー、文京区議会議員

### その他
- 朝比奈正二郎 - 生物学者
- おーくん・あきら - デザイナー、大学教員
- 河角直樹（テレビプロデューサー、東海テレビ所属）
- 佐竹誠 - 実業家
- 島伸一 - 弁護士、法学者
- 曽田正人 - 漫画家
- 田中美津 - 哲学者、フェミニスト、鍼灸師
- 谷川多佳子 - 哲学者
- 忠澤智巳 - 福祉従事者、教育カウンセラー
- 根本順吉 - 気象研究家
- 野口修 - ボクシング・キックボクシング・芸能プロモーター
- 橋本国彦 - 作曲家
- 服部一敏 - 図書館員、著述家
- 深谷昌志 - 教育学者
- 藤岡幸夫 - 指揮者
- 藤元健太郎 - コンサルタント
- 山本信夫[11] - 薬剤師、第25代日本薬剤師会会長[12]
- 吉田融正 - ブリッジインターナショナル創業者、同社長

### 文京区ゆかりの文人
- 有島武郎 - 小説家・詩人
- 石川啄木 - 歌人・詩人・評論家
- 泉鏡花 - 小説家・戯曲・俳人
- 伊藤左千夫 - 歌人・小説家
- 井上円了 - 哲学者
- 井上哲次郎 - 哲学者・詩人
- 宇野千代 - 小説家
- 江戸川乱歩 - 推理小説家
- 円地文子 - 小説家
- 大町桂月 - 詩人・随筆家・評論家
- 尾崎紅葉 - 小説家・俳人
- 折口信夫 （釈迢空） - 国文学者・民俗学者・歌人・詩人
- 川口松太郎 - 小説家・劇作家
- 河東碧梧桐 - 俳人
- 川端康成 - 小説家
- 菊池寛 - 小説家・劇作家
- 北原白秋 - 詩人・歌人
- 木下順二 - 劇作家
- 曲亭馬琴 - 戯作者
- 金田一京助 - 言語学者・国語学者
- 草野心平 - 詩人
- 窪田空穂 - 歌人・国文学者
- 窪田章一郎 - 歌人・国文学者
- 幸田文 - 随筆家・小説家
- 幸田露伴 - 小説家・随筆家・考証家
- 小泉八雲 - 英文学者・小説家・随筆家
- 幸田露伴 - 小説家
- 斎藤緑雨 - 小説家・評論家・随筆家
- 佐佐木信綱 - 歌人・国文学者
- サトウハチロー - 詩人・小説家
- 佐藤春夫 - 詩人・小説家・評論家
- 島木赤彦 - 歌人
- 島崎藤村 - 小説家・詩人
- 杉浦重剛 - 思想家・教育家
- 瀬戸内晴美 - 小説家
- 高村光太郎 - 詩人・歌人・彫刻家
- 高浜虚子 - 俳人・小説家
- 竹久夢二 - 詩人・画家
- 坪内逍遥 - 小説家・評論家・劇作家・英文学者・教育者
- 寺田寅彦 - 物理学者・随筆家
- 徳田秋声 - 小説家
- 直木三十五 - 小説家
- 半井桃水 - 小説家
- 夏目漱石 - 小説家
- 野口雨情 - 詩人
- 馬場孤蝶 - 翻訳家・随筆家・英文学者
- 樋口一葉 - 小説家・歌人
- 平塚らいてう - 評論家
- 二葉亭四迷 - 小説家
- 正岡子規 - 俳人・歌人
- 宮沢賢治 - 詩人・童話作家
- 宮本百合子 - 小説家
- 森鷗外 - 小説家・戯曲家・翻訳家・評論家・軍医
- 若山牧水 - 歌人

### 名誉区民
- 染谷盛一
- 井形卓三
- 遠藤正則
- 森亘
- 高野悦子
- 小木貞孝
- 岡野俊一郎

## 文京区を舞台とする作品
- 小説
  - 大つごもり - 樋口一葉の短編小説
  - にごりえ - 樋口一葉の短編小説。丸山福山町が舞台。
  - 三四郎 - 夏目漱石の長編小説。駒込追分町が舞台。
  - こゝろ - 夏目漱石の長編小説。本郷から小石川にかけてが舞台。
  - 神と人との間 - 谷崎潤一郎の長編小説。小石川、本郷龍岡町が舞台。
  - D坂の殺人事件- 江戸川乱歩の短編小説。千駄木の団子坂が舞台。
  - 塩狩峠 - 三浦綾子の長編小説。明治時代の本郷が舞台（後に北海道に移る）。
  - 宴のあと - 三島由紀夫の長編小説。政治を題材とした作品である。戦後の小石川が舞台。
  - 赤ひげ診療譚 - 山本周五郎。小石川養生所を舞台に、町医者・小川笙船をモデルとした作品。
  - 仕掛人・藤枝梅安 - 池波正太郎。音羽の料亭「吉田屋」の主人で、小石川一帯の香具師の元締の音羽の半右衛門が登場する。
  - 鬼平犯科帳 - 池波正太郎の長編小説。護国寺や目白台等を舞台にしたエピソードがある。
  - 剣客商売 - 池波正太郎の長編小説。湯島天神下同朋町(湯島三丁目)等を舞台にしたエピソードがある。
  - ノルウェイの森 - 村上春樹の長編小説。 目白台が舞台。
  - そして誰もいなくなる - 今邑彩の長編推理小説。『そして誰もいなくなった』を「本歌取り」した作品で、大塚にある名門女子高が舞台。
  - 縄紋 - 真梨幸子の長編小説。千駄木、白山、小石川などが舞台。

- 随筆・エッセイ・自伝・評伝
  - 菊と葵の物語 - 高松宮妃喜久子　徳川慶喜の孫である妃の慶喜家・小日向第六天が登場する随筆集。
  - 高松宮同妃両殿下のグランド・ハネムーン - 平野久美子 新婚旅行の際の侍女が所有していた資料を基に書籍化した。
  - 銀のボンボニエール親王の妃として - 秩父宮妃勢津子 松平容保孫であり小日向第六天の会津松平邸から入輿した妃の自伝的作品。
  - 徳川慶喜家の子ども部屋 - 榊原喜佐子 　徳川慶喜の孫による慶喜家・小日向第六天が登場する随筆集。
  - 大宮様と妃殿下のお手紙 - 榊原喜佐子 　徳川慶喜の孫による姉の高松宮妃喜久子とその姑にあたる大宮(貞明皇后、昭和天皇の母)の手紙を解説した書。
  - 殿様と私 榊原喜佐子 　徳川慶喜の孫による越後高田藩の元大名、榊原家の当主に嫁した著者の戦後の半生記。
  - 徳川慶喜家にようこそ - 徳川慶朝　徳川慶喜曾の孫による慶喜家・小日向第六天が登場する随筆集。
  - 徳川慶喜家の食卓 - 徳川慶朝　徳川慶喜曾の孫による慶喜家・小日向第六天が登場するエッセイ集。
  - 徳川おてんば姫 - 井手久美子　徳川慶喜の孫による慶喜家・小日向第六天が登場する自伝。
  - みみずのたわごと - 徳川和子 徳川慶喜の孫・徳川慶光に嫁いだ松平容保孫よる会津松平家・小日向第六天が登場する随筆集。孫の山岸美喜との共著。
  - 絹の日土の日　ハイカラ姫一代記 - 徳川 幹子、 森 実与子　徳川慶喜の五男池田仲博の娘であり、林町(現 千石2丁目)の一橋徳川家邸に居住した徳川宗敬の妻徳川幹子の半生記。
  - 徳川幹子―わたしはロビンソン・クルーソー - 徳川 幹子　徳川幹子の半生記。
  - ある華族の昭和史　上流社会の明暗を見た女の記録 - 酒井美意子　加賀藩前田侯爵家の長女に生まれた酒井美意子の自伝。祖母から聞いた駒場に移転する前の本郷の前田邸の様子が記されている。
  - 黙移 相馬黒光自伝 - 相馬黒光　東京帝国大学正門前で「中村屋」を創業した相馬黒光の自伝
  - 東京の情景 - 池波正太郎　「湯島天神の白梅」を収録。

- 写真集・ヴィジュアル書籍
  - 将軍が撮った明治　徳川慶喜公撮影写真集 - 徳川慶喜（撮影）・徳川慶朝（監修）　小日向第六天に居住した徳川慶喜が撮影した写真の写真集。文京区内の写真もある。

- 紀行本
  - 本郷界隈 - 司馬遼太郎
  - 江戸切絵図散歩 - 池波正太郎
  - 江戸から東京へ (8) 小石川 - 矢田挿雲

- 漫画
  - 桜蘭高校ホスト部 - 葉鳥ビスコによる漫画作品および、アニメ、ゲーム作品。
  - 男おいどん - 松本零士の漫画作品。1970年代の本郷が舞台。
  - 陽だまりの樹 - 手塚治虫　先祖が播磨坂の由来となった府中藩松平播磨守の侍医であった手塚治虫が先祖手塚良仙と架空の藩士伊武谷万二郎との衝突・友情を核に水戸藩士藤田東湖を中心に実在の人物を登場させ動乱の幕末を描いた作品。
  - はいからさんが通る - 大和和紀　主人公の直参旗本の士族の娘、花村紅緒が通う女学校の跡無女学館は跡見学園がモデルとされている。小石川が舞台。
  - 菊坂ホテル- 上村一夫　竹久夢二が恋人のお葉と暮らした本郷の菊富士ホテルをモデルにした「菊坂ホテル」の人間模様を描いた作品。
  - ちはやふる - 末次由紀による漫画作品。文京区と継続的にコラボ企画をしている。
  - 徳川おてんば姫 ～最後の将軍のお姫さまとのゆかいな日常～ - 井手久美子（徳川慶喜孫）原作  西山優里子 漫画　小日向第六天の徳川慶喜邸で育った井手久美子の自伝を元に漫画化した作品。姉の高松宮妃喜久子、榊原喜佐子も主要キャラクターとして登場する。
  - 仮面ライダーをつくった男たち - 村枝賢一（漫画） 小田 克己（原著）　1971年（昭和46年）4月3日から放映開始され、社会現象ブームとなり後楽園遊園地（現・東京ドームシティアトラクションズ）の周辺を何周もするほどの入場客が入った『仮面ライダー』のショーの裏話が掲載されている。
- アニメ
  - 舟を編む - 主人公は、本郷5丁目在住の設定。
  - こみっくがーるず - 主人公は、西片在住の設定。
  - はいからさんが通る - 1978年の同名作品のアニメ化。2017年・2018年にもアニメ化された。
  - 陽だまりの樹 - 2000年の同名作品のアニメ化。
  - ちはやふる - 2011年・2013年・2019年の同名作品のアニメ化。

- 映画
  - 赤ひげ - 山本周五郎による『赤ひげ診療譚』の1965年（昭和40年）の映画化。黒澤明監督、三船敏郎主演。
  - 壬生義士伝 - 浅田次郎による小説の2003年の映画化。明治になり藤田五郎と改名し本郷など文京区内に居住し警視庁警部となった新選組三番隊組長斎藤一(退職後は現在の湯島聖堂・東京女子高等師範学校に勤務)と隊士吉村貫一郎の物語。小道具で本郷居住が演出されている
  - 必殺仕掛人 - 池波正太郎による小説の1973年の映画化。音羽の半右衛門は音羽屋半右衛門として登場する。
  - 早春物語 - 原田知世主演 　赤川次郎による小説の1985年の映画化。女坂などがロケ地に使われている。

- テレビドラマ
  - NHK連続テレビ小説
    - ごちそうさん（2013年度後期放映） - 東京編における、明治末期〜大正末期の本郷が舞台（ただし、物語の大半が大阪である）。
    - らんまん（2023年度前期放映） - 明治初期から関東大震災発生までの本郷・根津が舞台。東京編の大半がこの根津となっている。

- 大河ドラマ（文京区が舞台として登場する作品は非常に多いため代表的な作品のみ記す)
  - 春日局（1989年度作品）- 春日局が主人公。日本中に春日局ブームが起きた。
  - 徳川慶喜（1998年度作品） - 徳川慶喜の孫高松宮妃喜久子、徳川慶喜の曾孫徳川慶朝と主演の本木雅弘が面談した。玄孫の山岸美喜によると妃も毎週楽しみに視聴されていたとの事。
  - いだてん〜東京オリムピック噺〜（2019年度作品） - 主人公金栗四三が青春を過ごした文京区が舞台。
  - 青天を衝け（2021年度作品）- 渋沢栄一が主人公。徳川慶喜も主要人物として登場する。番組最後の「紀行」で「小石川後楽園」「湯島聖堂」「徳川慶喜公屋敷跡」が紹介され国際仏教学大学院大学の小日向第六天の慶喜邸模型も放映された。

- その他のドラマ
  - 必殺仕掛人 - 池波正太郎による小説の1972年のドラマ化。音羽の半右衛門は音羽屋半右衛門として登場する。
  - 赤ひげ - 山本周五郎による『赤ひげ診療譚』の1972年のNHKによるドラマ化。倉本聰脚本、小林桂樹主演。
  - 時代劇スペシャル 仕掛人・藤枝梅安 - 池波正太郎による小説の1982年から1983年のドラマ化。本作では音羽の半右衛門として登場する。
  - 仕掛人 藤枝梅安 - 池波正太郎による小説の1991年から1993年のドラマ化。本作では音羽の半右衛門として登場する。
  - NHKBS時代劇 陽だまりの樹 - 2012年の同名作品のドラマ化。
  - 仮面ライダークウガ - 2000年のドラマ。オダギリジョー演じる主人公五代雄介が居候する喫茶店ポレポレは小日向5丁目15番地5号にあるという設定。実際には東京都清瀬市の店舗が使われたが、茗荷谷駅前などがロケ地として使われている。
  - テレビ朝日開局55周年記念 ドラマスペシャル 家政婦は見た! - 米倉涼子主演のテレビドラマ。音羽が舞台。

- テレビのバラエティ番組
  - ヨルタモリ（フジテレビ） - タモリの冠番組。湯島が舞台。